# Renault

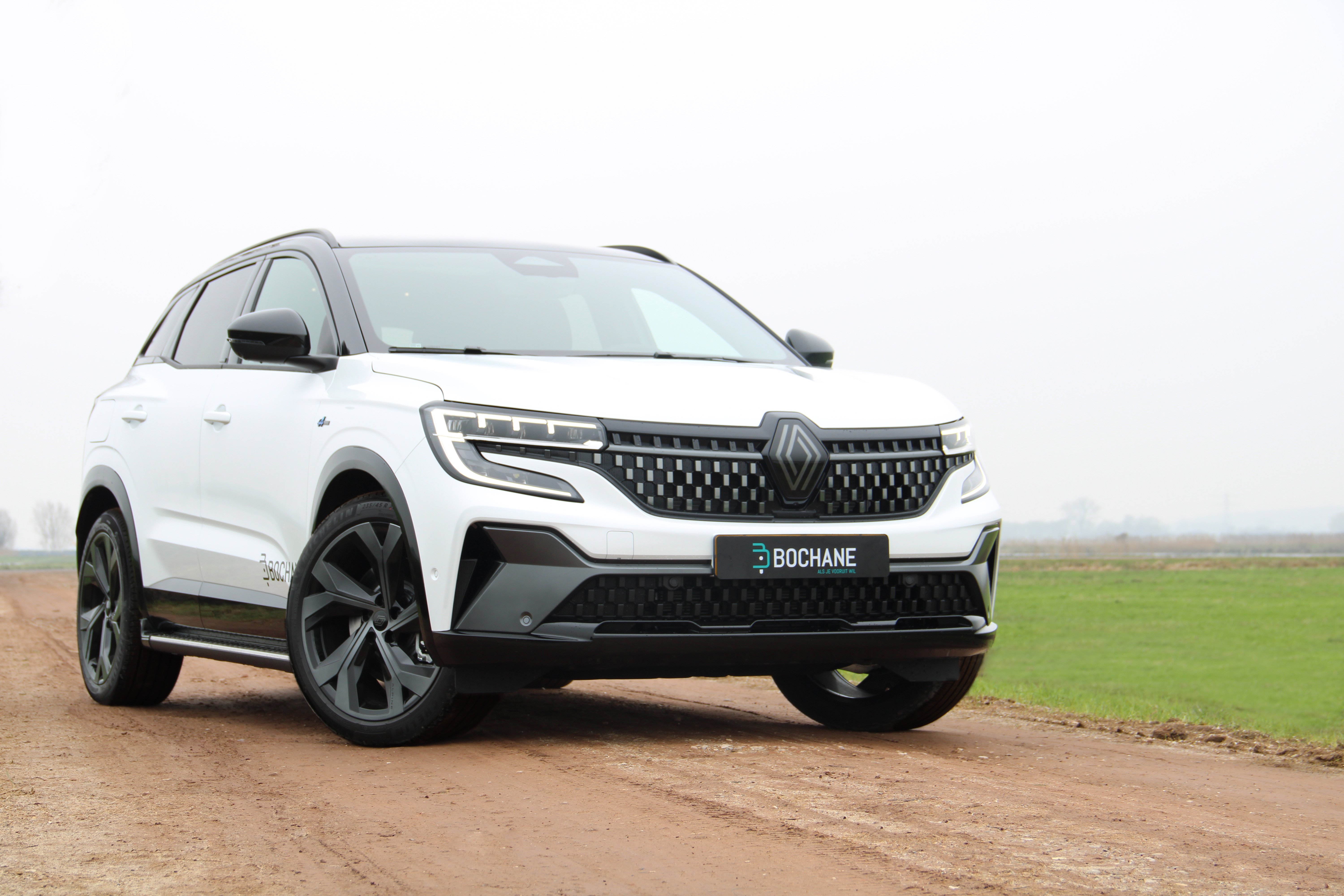
Renault Austral 2023

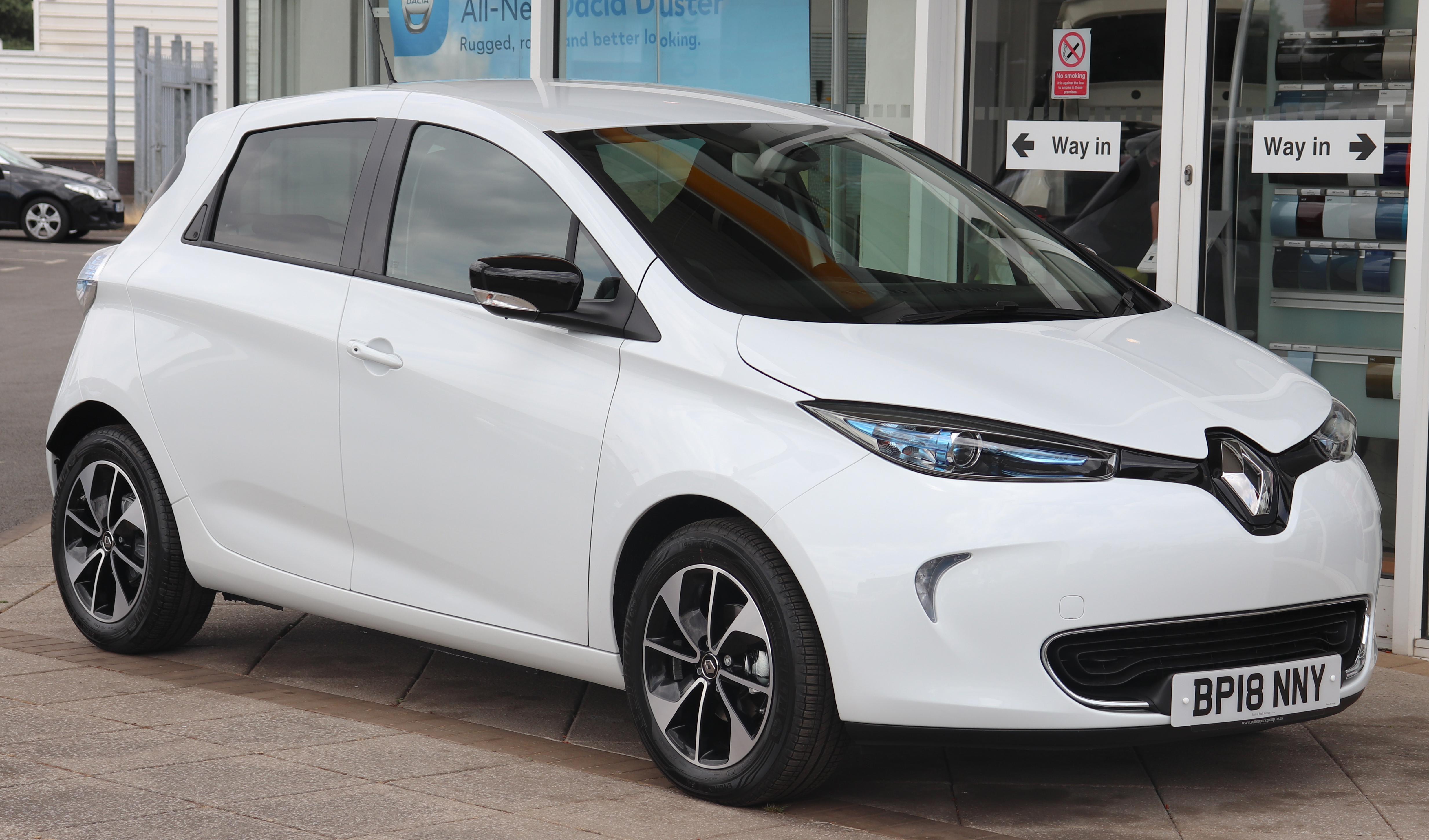
Renault Zoé, puur elektrisch

Renault S.A. is een Franse fabrikant van personenauto's, bedrijfswagens, trucks, tractoren en vliegtuigmotoren. Het concern is opgericht door Louis Renault en is een groot gedeelte van zijn bestaan staatsbedrijf geweest, onder de naam Régie Nationale des Usines Renault. Bijnaam van het Franse merk is dan ook 'La Régie'. Een andere bijnaam is 'Le Losange', verwijzend naar het logo.
Het hoofdkantoor van het concern is gevestigd in Boulogne-Billancourt en het onderzoekshoofdkantoor (Technocentre Renault) in Saint-Quentin-en-Yvelines. In de periode maart 2005 tot eind januari 2019 was Carlos Ghosn, een Braziliaan die wereldfaam heeft bereikt door de problemen bij Nissan op te lossen, CEO van Renault. Ghosn werd opgevolgd door Bolloré die medio oktober 2019 is vervangen door CFO Clotilde Delbos.

## Activiteiten
Groupe Renault bestaat uit drie bedrijven/merken: Renault (1,57 miljoen auto's/lichte bedrijfswagens in 2024), Dacia (676.000) en Alpine (5.000). Lada verkocht in 2021 nog zo'n 386.000 auto's, maar werd in 2022 verkocht en telt niet meer mee in cijfers over 2022.
In 2022 verkocht Renault in totaal 2,05 miljoen voertuigen, waarvan zo'n 160.000 elektrisch. Het wereldmarktaandeel is zo'n 2,5%. De meeste voertuigen worden verkocht in de thuismarkt Frankrijk, waar bijna een half miljoen stuks werden afgezet. Renault heeft in dit land een kwart van de markt in handen. Alleen in Marokko ligt het marktaandeel hoger. In Europa, inclusief Frankrijk, werd 80% van de omzet gerealiseerd en minder dan 10% in Azië. Renault heeft geen verkoopnetwerk in Noord-Amerika en in Zuid-Amerika is Brazilië de grootste afzetmarkt.
In 2019 telde Renault nog bijna 180.000 medewerkers, dit daalde naar 156.000 in 2021, van wie 46.000 bij het Russische AvtoVAZ (het moederbedrijf van Lada). In 2022 was het aantal medewerkers gedaald naar 105.800.
Renault heeft aandelenbelangen in diverse autofabrikanten zoals in Nissan (43,4%), in Dacia (99,4%) en in het Duitse Daimler AG (1,55% als onderdeel van een samenwerking tussen dit bedrijf en de Renault-Nissan alliantie). Tot mei 2022 had het een aandelenbelang van 67,61% in AvtoVAZ.

### Resultaten
De grootste bijdrage aan de omzet levert de verkoop van voertuigen en onderdelen. De financieringsafdeling, RCI Banque, heeft een aandeel in de omzet van zo’n 5%. RCI Banque levert wel een belangrijke en consistente bijdrage aan het resultaat van het concern. De resultaten van de eigen voertuigactiviteiten zijn bescheiden en laten over de jaren forse fluctuaties zien. Renault leverde een belangrijke bijdrage aan het voortbestaan van Nissan, maar tegenwoordig is het grootste deel van de winst van Renault afkomstig uit het aandelenbelang in Nissan en zijn de rollen min of meer omgekeerd. Vanwege het minderheidsbelang worden de cijfers van Nissan niet geconsolideerd in de cijfers van Renault, alleen het aandeel in de nettowinst van Nissan wordt in de cijfers verwerkt.
In 2022 werd het belang in AvtoVAZ verkocht, dit leidde tot een eenmalige afschrijving van de waarde van dit belang met 2,3 miljard euro.
| Jaar | Auto- verkopen (×1000) | Omzet         | Bedrijfs- resultaat | Winstbijdrage van Nissan | Netto- resultaat |
| Jaar | Auto- verkopen (×1000) | (× € miljoen) | (× € miljoen)       | (× € miljoen)            | (× € miljoen)    |
| ---- | ---------------------- | ------------- | ------------------- | ------------------------ | ---------------- |
| 2008 | 2382                   | 37.791        | 326                 | 345                      | 599              |
| 2009 | 2309                   | 33.712        | –396                | –902                     | –3068            |
| 2010 | 2626                   | 38.971        | 1099                | 1084                     | 3490             |
| 2011 | 2722                   | 42.628        | 1091                | 1332                     | 2139             |
| 2012 | 2550                   | 41.270        | 729                 | 1234                     | 1735             |
| 2013 | 2628                   | 40.932        | 1242                | 1498                     | 695              |
| 2014 | 2712                   | 41.055        | 1609                | 1559                     | 1998             |
| 2015 | 2802                   | 45.327        | 2375                | 1976                     | 2960             |
| 2016 | 3182                   | 51.243        | 3282                | 1741                     | 3543             |
| 2017 | 3760                   | 58.770        | 3854                | 2791                     | 5221             |
| 2018 | 3884                   | 57.419        | 3612                | 1509                     | 3302             |
| 2019 | 3753                   | 55.537        | 2662                | 242                      | –141             |
| 2020 | 2950                   | 43.374        | –1999               | –4970                    | –8008            |
| 2021 | 2696                   | 46.213        | 1398                | 380                      | 967              |
| 2022 | 2051                   | 46.391        | 2595                | 526                      | –700             |
| 2023 | 2235                   | 52.376        | 4117                | 797                      | 2315             |
| 2024 | 2265                   | 56.232        | 4263                | −483                     | 891              |

## Geschiedenis

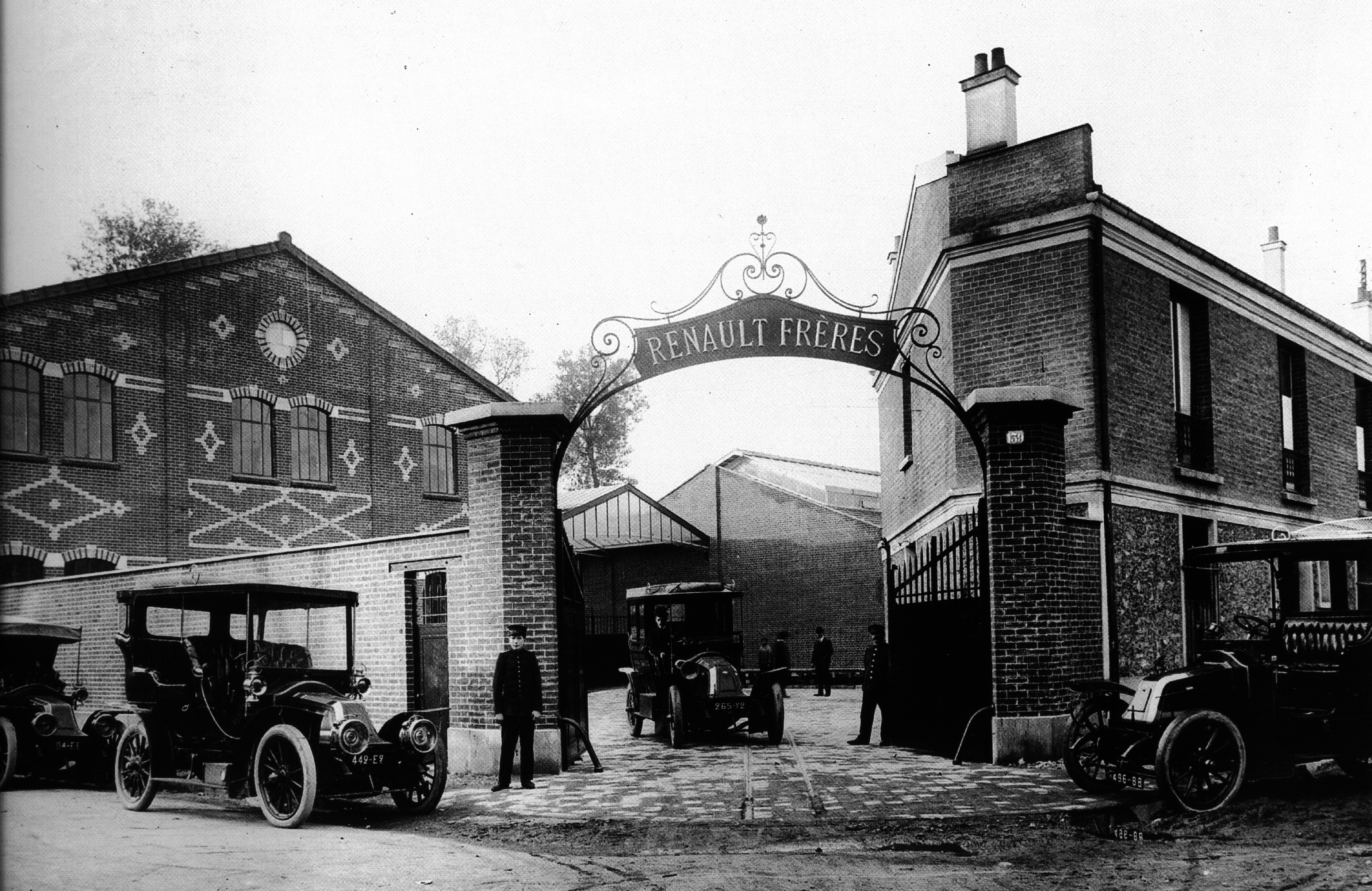
Originele fabriek in Boulogne-Billancourt. Het terrein is in gebruik als een museum.

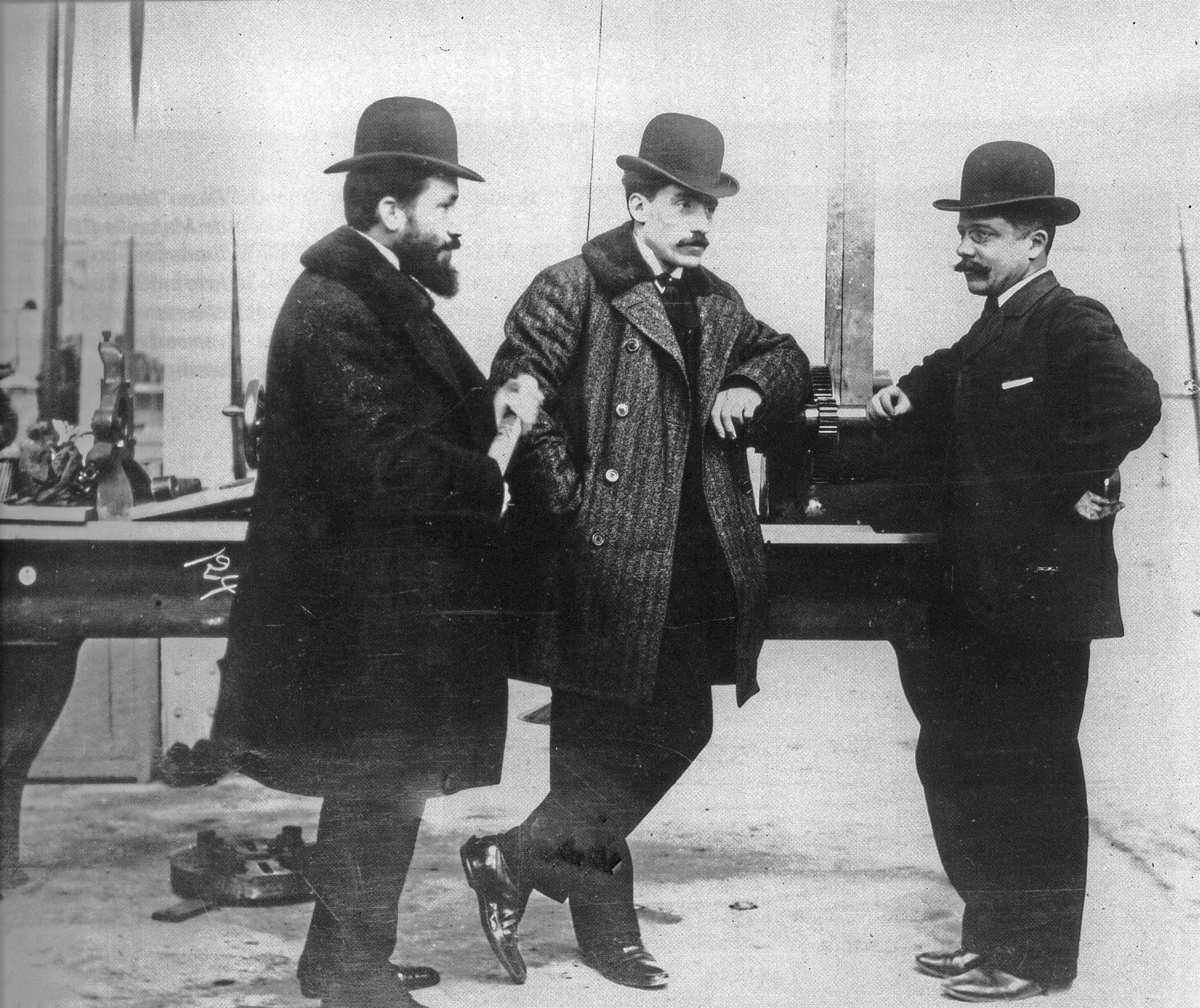
De broers Renault: v.l.n.r. Marcel, Louis en Fernand Renault

Place du Tertre, Montmartre, Parijs.

Op kerstavond in 1898 staan Louis Renault en zijn broers, Marcel en Fernand, met wat vrienden te praten over de auto die voor de deur staat. Het is een Voiturette, die de 22-jarige Louis als experiment in elkaar gezet heeft door zijn De Dion-Bouton driewieler om te bouwen tot een vierwielig motorvoertuig. Louis, destijds werkzaam bij het verwarmingsketelbedrijf Delaunay-Belleville, heeft een versnellingsbak ontworpen waarbij de motoras in de eerste versnelling rechtstreeks (prise directe) een cardanas aandrijft die eindigt in een differentieel. Een feestende advocaat besluit om een weddenschap af te sluiten met Louis en deze vertrekt met zijn voertuig de Rue Lepic in, de Montmartre omhoog. In die tijd een onbezonnen actie daar deze weg een stijgingspercentage kent van 13%. De advocaat is zo onder de indruk van de auto dat hij er meteen een voor zichzelf bestelt bij de jonge Fransman, alsook de rest van het gezelschap. Zo stond Louis Renault aan het begin van zijn carrière als automobielfabrikant.
Samen met zijn broers, Marcel en Fernand, richt hij op 25 februari 1899 Renault Frères op, als hij merkt dat er een grote belangstelling is voor de auto's die hij produceert in de achtertuin van het landhuis dat zijn vader heeft gekocht in Boulogne-Billancourt (Parijs). De onderneming groeit snel en de klanten komen van heinde en verre om de auto's van de gebroeders Renault te kopen. Het productieaantal van Renault stijgt snel; van 2200 auto's in 1906, naar 3800 in 1908 en bijna een verdubbeling binnen twee jaar naar 6800 (1910). Marcel Renault overlijdt in 1903 als hij verongelukt tijdens de rally van Parijs naar Madrid. Louis blijft alleen aan het roer van het bedrijf als ook Fernand zich, twee maanden voor zijn dood, terugtrekt uit het bedrijf in 1909.
In april 1911 vertrekt Louis naar de Verenigde Staten om te kijken naar de productiefaciliteiten van Ford, waar heel Europa over aan het praten was. Hij ontmoet Henry Ford en als hij terugkeert naar Parijs is hij vastbesloten om Renault een van de grootste industriële concerns van Frankrijk te maken. Renault wordt al snel ontdekt door de Franse elite en binnen een korte tijd wordt het automerk aangesproken door de adel en topzakenmannen uit het Verenigd Koninkrijk, Argentinië, Rusland en Spanje. Tijdens het bezoek van de koning en koningin van Spanje in 1906 verplaatst het gezelschap zich in een Renault 35 CV, samen met de Franse president Emile Loubet. Het autobedrijf blijft doorgroeien en weet de combinatie sport en luxe goed te combineren (zo won Marcel in 1902 de race van Parijs naar Wenen in een Renault).

### Eerste Wereldoorlog

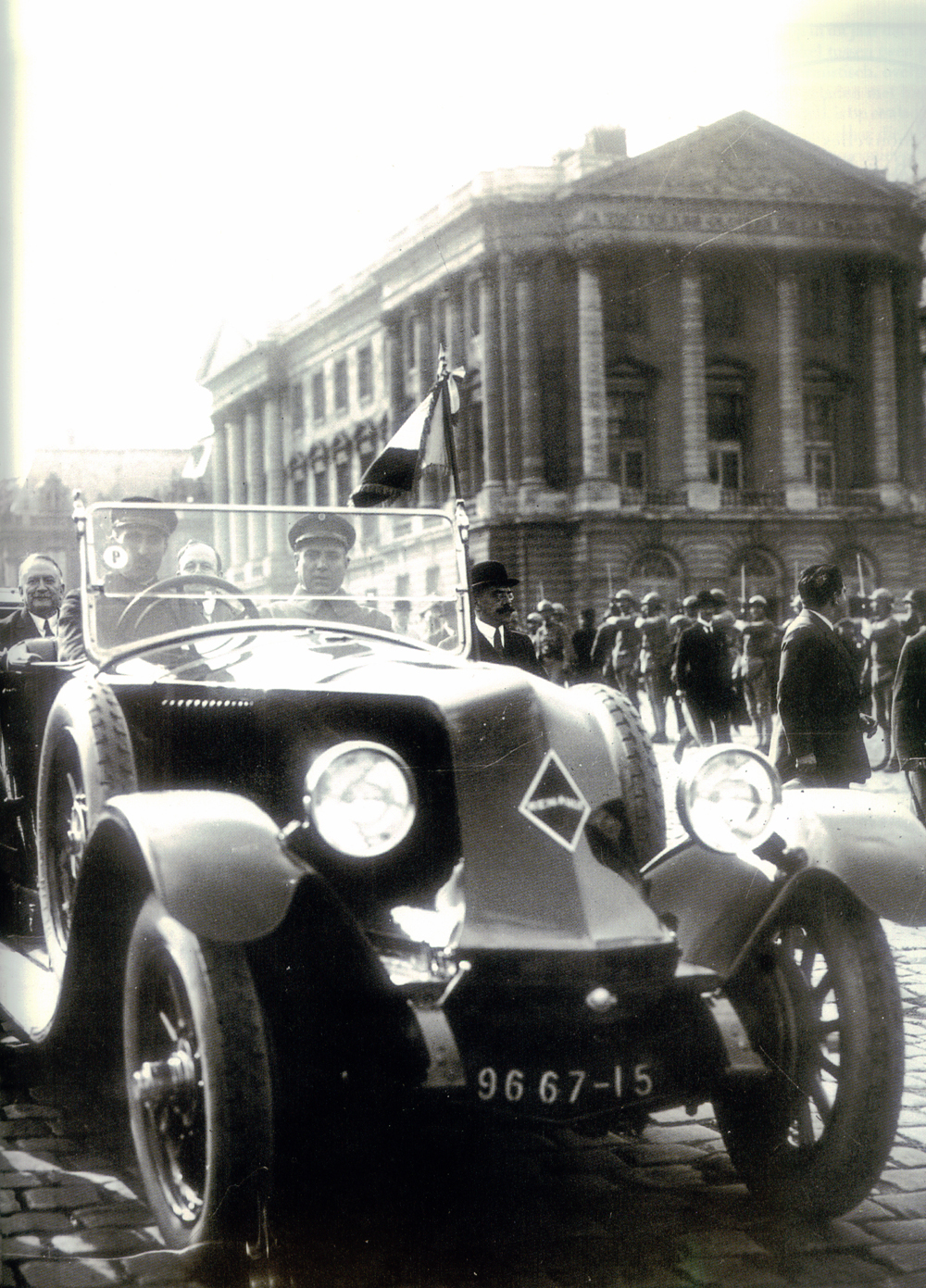
Gaston Doumergue vertrekt vanuit Versailles (1924) in een Renault 40 CV

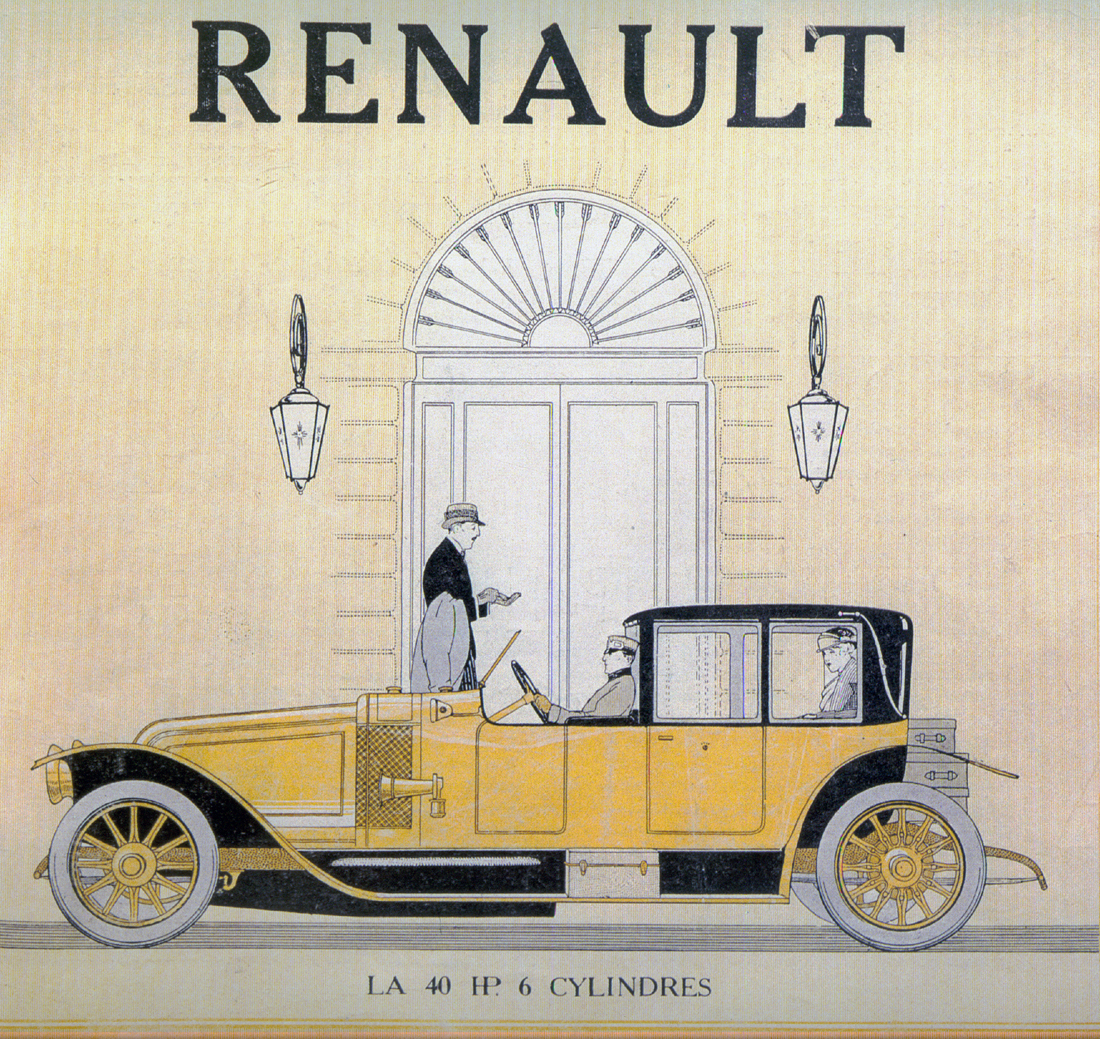
40 CV op de omslag van OMNIA

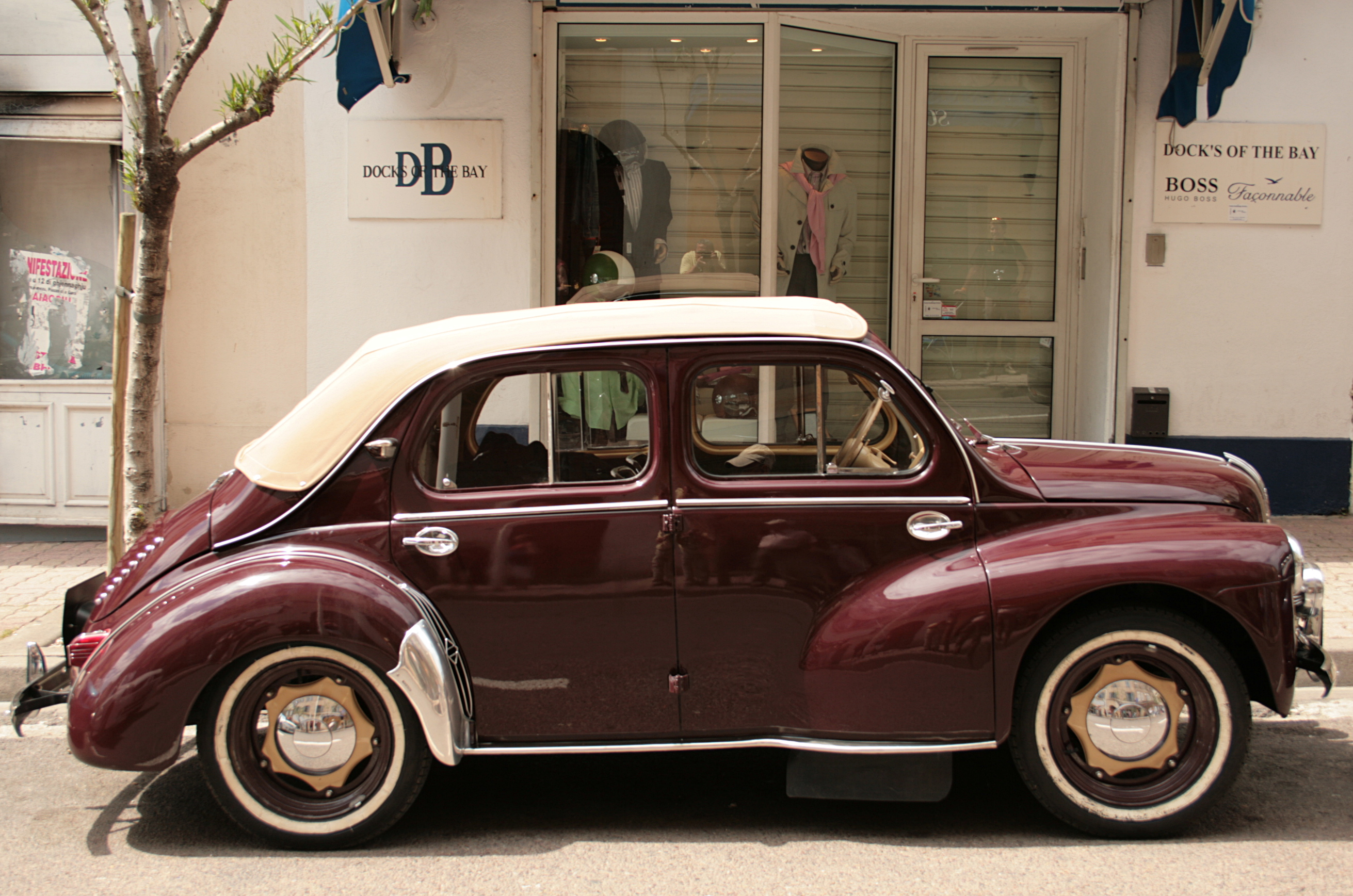
Renault 4CV, 1946

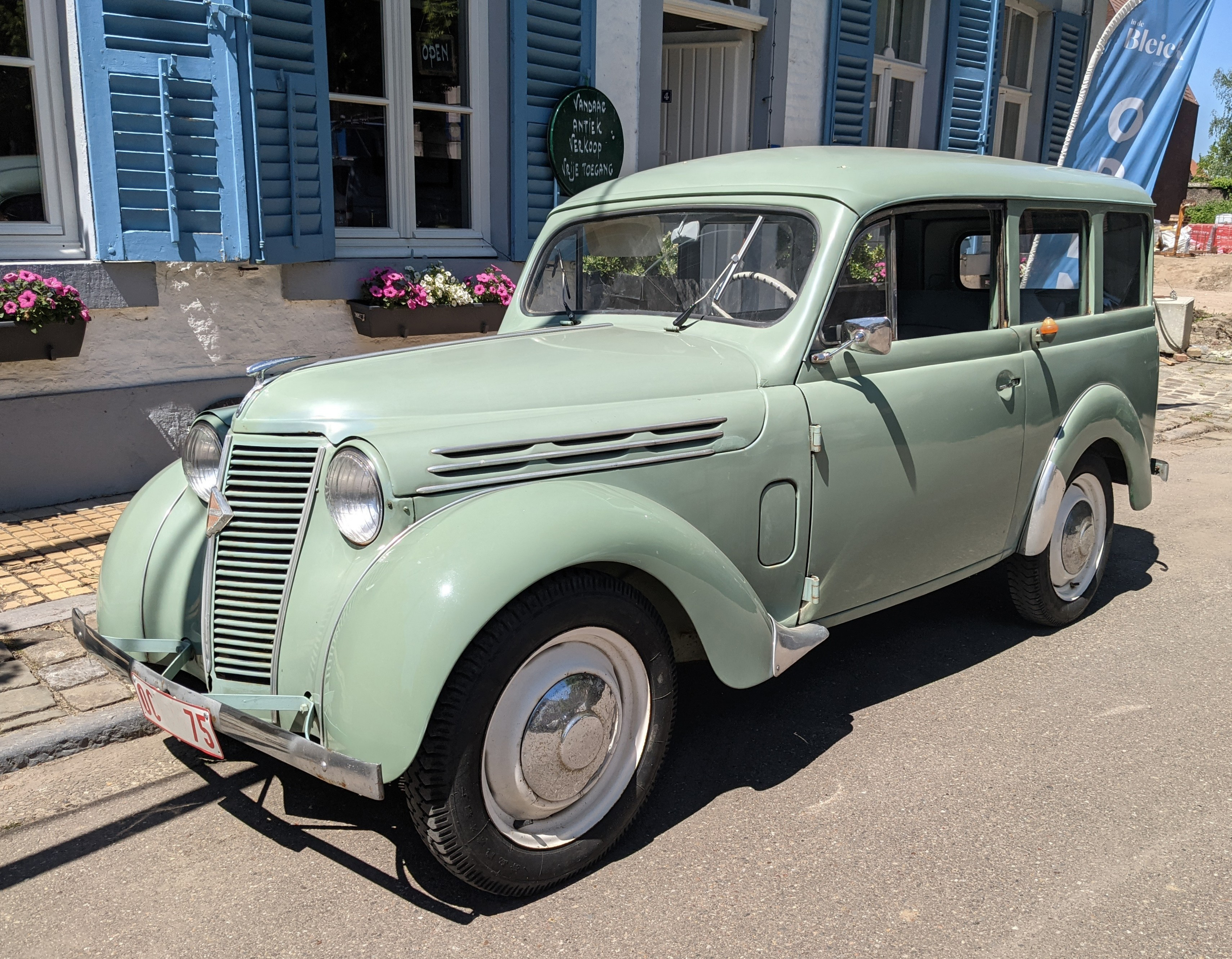
Renault Juvaquatre utilitaire

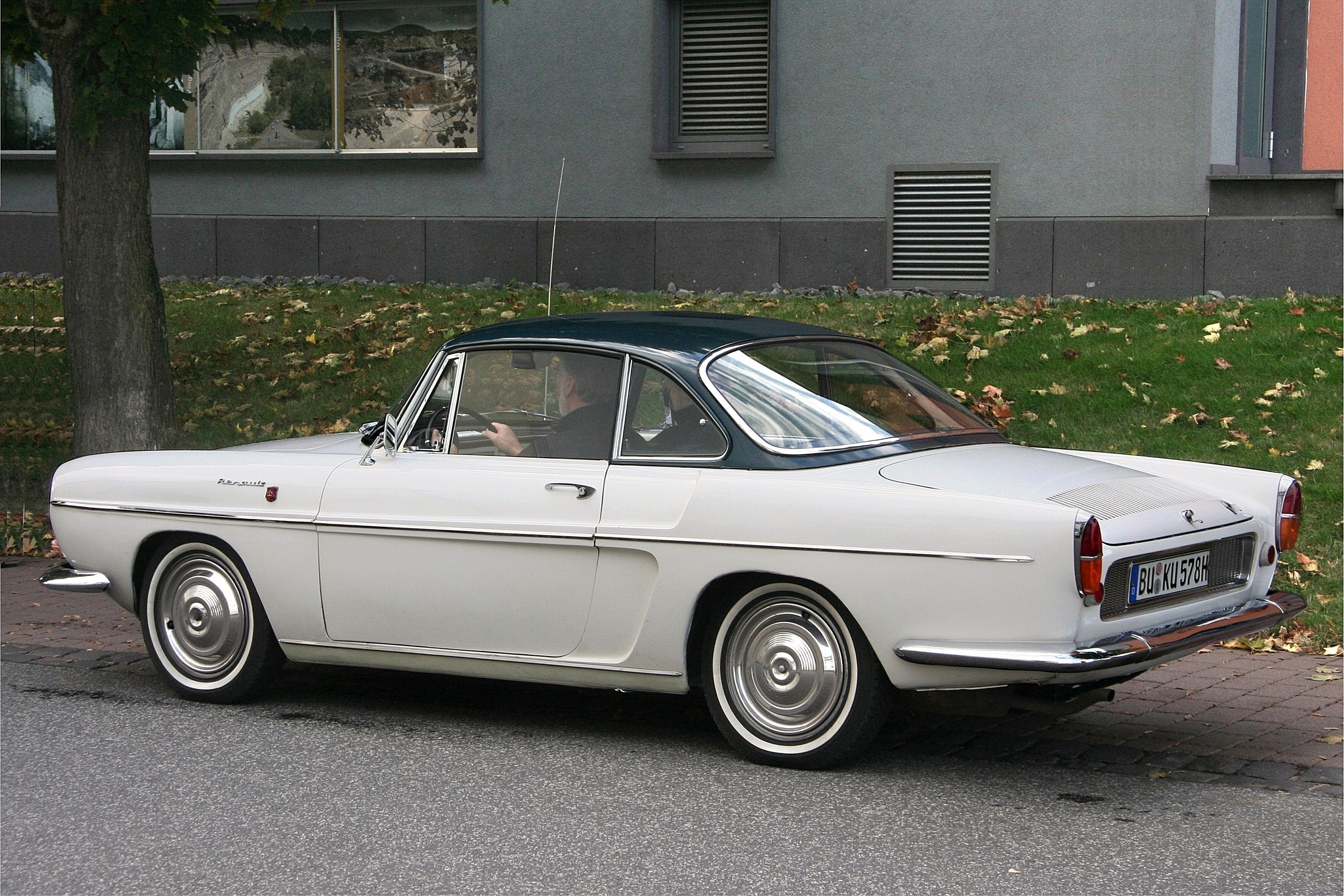
Renault Floride, 1958

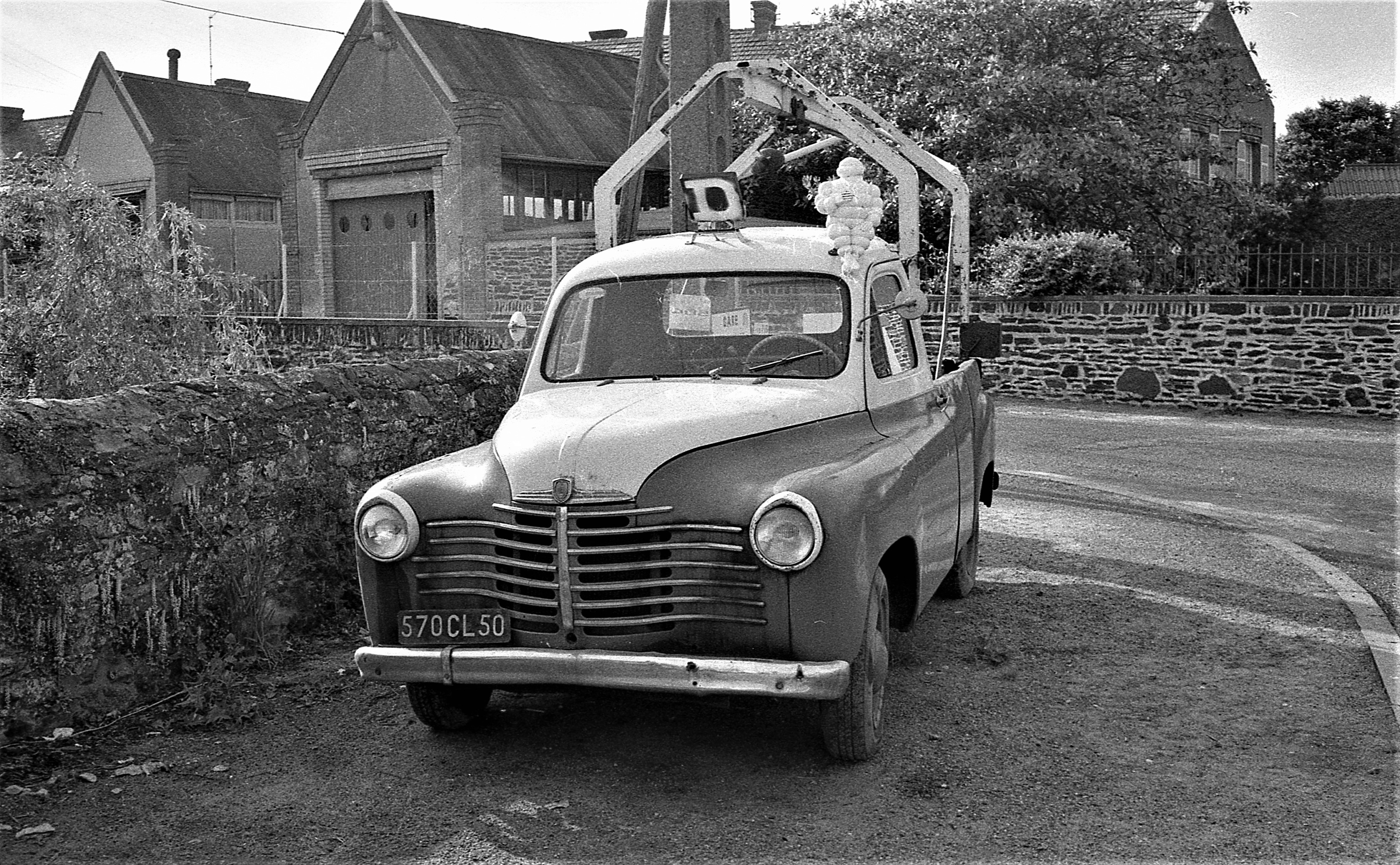
Renault Colorale Pick-Up in 1978 in Frankrijk, departement Manche

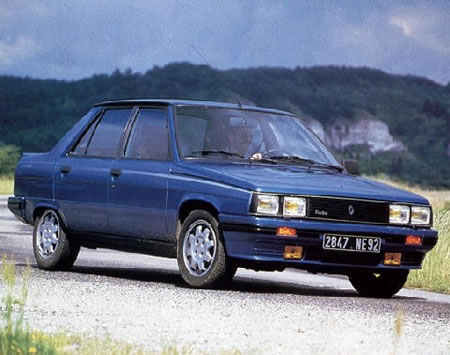
Renault 9 turbo in de Verenigde Staten. Deze werd daar verkocht als de Renault Alliance.

Als de Eerste Wereldoorlog uitbreekt staat Frankrijk voor een dilemma omdat er te weinig gemotoriseerde voertuigen beschikbaar zijn om de oorlog voort te kunnen zetten. Renault wordt een belangrijke spil van het Franse leger als Louis akkoord gaat om geavanceerde pantservoertuigen te produceren voor de oorlog (zie FT-17). Na de Vrede van Versailles (1919) voorspellen vele economen een slechte toekomst voor Europa, nu grote delen van Frankrijk en Duitsland verwoest zijn. Renault Frères is echter goed uit de oorlog gekomen en direct na de oorlog (en een korte restauratie van de fabrieken) hervat Louis Renault de productie van zijn luxe automobielen weer.
Op de Autotentoonstelling van Parijs in 1927 neemt het flink gegroeide bedrijf afscheid van een van de succesvolste automodellen uit die tijd, de Renault 40 CV. Dit topmodel heeft Renault niet alleen veel geld opgeleverd, de auto won ook de Rally van Monte Carlo in 1925 en brak verscheidene records. Van 3 tot 4 juni legde een 40 CV in 24 uur precies 3384,749 kilometer af, waarmee de 40 CV het snelheidsrecord verbeterde. Over een tijdsbestek van 24 uur reed de auto gemiddeld 141,031 kilometer per uur, een prestatie destijds. Alhoewel Bentley een paar maanden later het record naar zich toe haalde, brak een nieuw geïntroduceerde 40 CV (uit juli 1926) opnieuw het record door een gemiddelde snelheid van 173,649 km/u te bereiken over een tijdsbestek van 24 uur.
In 1928 verrast Renault door op de Autotentoonstelling van Parijs met een opvolger van de 40 CV te komen; de Reinastella (officieel: RM). De grootste verrassing ligt onderhuids, het is de allereerste Renault met een achtcilindermotor. De Reinastella zal een van de laatste modellen in die vorm van Renault zijn en de Reinastelladynastie eindigt dan in 1938. De beurskrach aan de andere kant van de oceaan zorgt ervoor dat de luxe, elitaire Reinastella overbodig raakt. Renaults productie daalt door de krach met 26% en Frankrijk zakt snel op de wereldranglijst van autofabrikanten. Het Parijse autobedrijf komt de klap te boven als het in 1930 en de jaren daarna allerlei nieuwe modellen introduceert, zoals de Nervastella, de Reinasport en de Nervasport. Renault komt zij aan zij te staan op de boulevards met Rolls-Royce en Hispano Suiza.
In 1933 kocht Renault de vliegtuigfabrieken van de gebroeders Caudron op.
Aan het einde van de jaren dertig waait uit de Verenigde Staten een trend over om gestroomlijnde auto's te ontwerpen. Renault past alle modellen aan en de productie van de uit de mode geraakte Reinastella wordt definitief gestaakt. Renault begint steeds meer vliegtuigmotoren te produceren en bereikt hiermee veel succes. De Caudron-Renault wint Coupe Deutsch-de-la-Meurthe en breekt twee wereldsnelheidsrecords achter elkaar.
In en na de Eerste Wereldoorlog leverde Renault de Renault FT tank en met dit succes bleef Renault een vaste leverancier aan het leger. Voor het uitbreken van de Tweede Wereldoorlog kreeg het grote orders voor rollend militair materieel. Vanaf 1932 leverde het bedrijf meer dan 5000 Renault UE tankettes. Verder werden honderden exemplaren verkocht van de lichte tank type AMR 33 en AMR 35. Van de R35 werden vanaf 1937 ruim 1500 stuks geleverd. Middelzware en zware tanks werden ook geleverd zoals de Char D1 en D2 en B1. Renault was daarmee de belangrijkste fabrikant van pantservoertuigen in het land. Vrachtwagens werden ook gemaakt, van de drie versies van de Renault AHx werden ruim 40.000 voertuigen gemaakt waarvan veel door de Wehrmacht zijn ingezet.

### Tweede Wereldoorlog
Tijdens de Tweede Wereldoorlog produceert Renault machines en gevechtsvoertuigen zowel voor de geallieerden als voor de Duitsers. Louis Renault wordt na de bevrijding van Frankrijk in 1944 gearresteerd op beschuldiging van collaboratie. Kort daarna overlijdt hij in de gevangenis, nog voordat de rechtszaak tegen hem kon beginnen. Renault Frères wordt genationaliseerd en omgedoopt in Régie Nationale des Usines Renault. Na de Tweede Wereldoorlog wordt de populaire 4CV geïntroduceerd. Renault komt snel boven op de klap van de Tweede Wereldoorlog en onder president-directeur Pierre Lefaucheux worden er allerlei berlines gelanceerd die Renault in binnen- en buitenland populair moeten maken. De Renault Frégate luidt dit nieuwe tijdperk in.
Naast de berlines experimenteert Renault in de jaren vijftig ook veel met prototypes en nieuwe, exotische modellen. In 1956 wordt de experimentele sportwagen Etoile Filante in de Verenigde Staten geïntroduceerd en deze breekt in de jaren daarna tweemaal de Amerikaanse snelheidsrecords. Nadat Lefaucheux in 1955 is verongelukt en de avontuurlijke Pierre Dreyfus hem is opgevolgd komen er nog meer experimenten. Zo wordt een serie extreem gestroomlijnde prototypes gelanceerd, zoals de Renault 900 en de Renault Floride, die ook in productie gaat.
In de jaren zestig leveren de experimenten uit de jaren vijftig eindelijk vrucht op. Dreyfus introduceert de Renault 16. Met dit nieuwe model, de allereerste hatchback, heeft het concern tevens een wereldprimeur. De vorm, het achterliggende idee en de fabricage wordt geroemd in de internationale autopers, terwijl men in het begin binnen Renault nog niet echt tevreden was over het model. Ook wordt de Renault Alpine gelanceerd, een model sportwagen waarmee Renault weer de sportieve regionen van de industrie opzoekt. Het grootste succes boekt Renault in de jaren 60 met de introductie van de Renault 4. Dit model werd een daverend succes en werd tot 1993 bijna ongewijzigd geproduceerd met een productieaantal van meer dan acht miljoen.
In de jaren zestig behoort het Amerikaanse automerk AMC-Rambler ook tot het concern. Veel van de modellen, zoals de Rambler 1966, worden geproduceerd in België. Als blijkt dat dit merk niet de gewenste opening betekent voor de Amerikaanse markt, stoot Renault het weer af. In 1979 wordt Renault weer in de Verenigde Staten actief, nu als eigenaar van de American Motors Corporation (AMC), onder andere verantwoordelijk voor de authentieke Jeeps. In 1987 verkoopt Renault AMC weer, aan Chrysler, nadat een aantal Renault-modellen in de VS werden verkocht onder de naam AMC.

### Formule 1 en luxe modellen
In de jaren zeventig introduceert Renault een Formule 1-auto, de RS 01. In 1978 wordt Renault in de 24 uren van Le Mans eerste, met de Renault Alpine A442B. De successen in de autosport worden door Renault ingezet in de personenwagens die ze produceren. Zo past Renault vanaf eind jaren zeventig een populaire turbotechnologie in de motorentechniek voor de personenwagens toe. Men introduceert als opvolger van de Renault 4 de Renault 5 die nu als nummer acht op de ranglijst meest verkochte auto's staat.
In 1984 introduceert Renault twee van de succesvolste modellen uit zijn geschiedenis; in maart de Renault 25 en in mei de Espace (MPV). Beide auto's zijn door Robert Opron ontworpen, en worden door Renault neergezet als luxe ruimtewagens, de Espace in familieverband en de Renault 25 als luxe limousine. Er worden zelfs 832 speciale "Limousine"-edities ontworpen door carrossier Heuliez. De Renault 25 wordt al snel gekozen door president François Mitterrand als zijn presidentiële vervoermiddel en verkoopt door heel Europa goed.

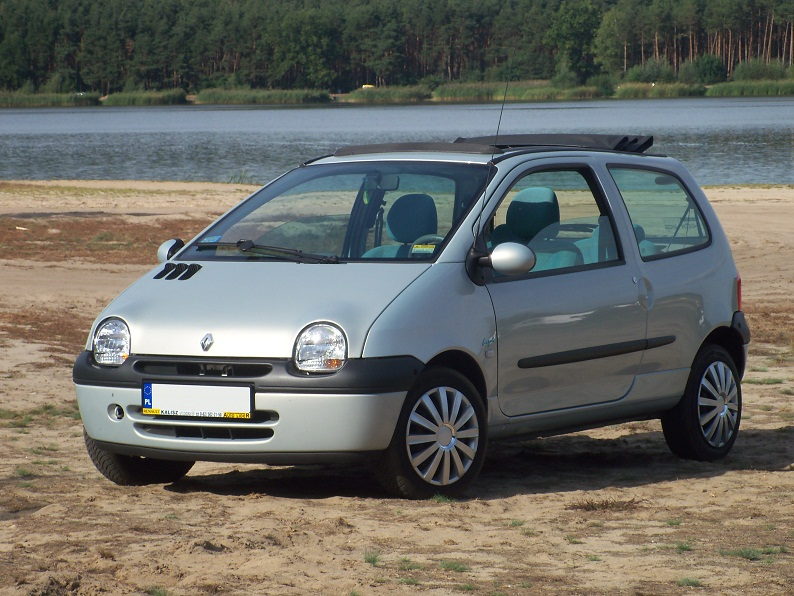
Renault Twingo, 1992

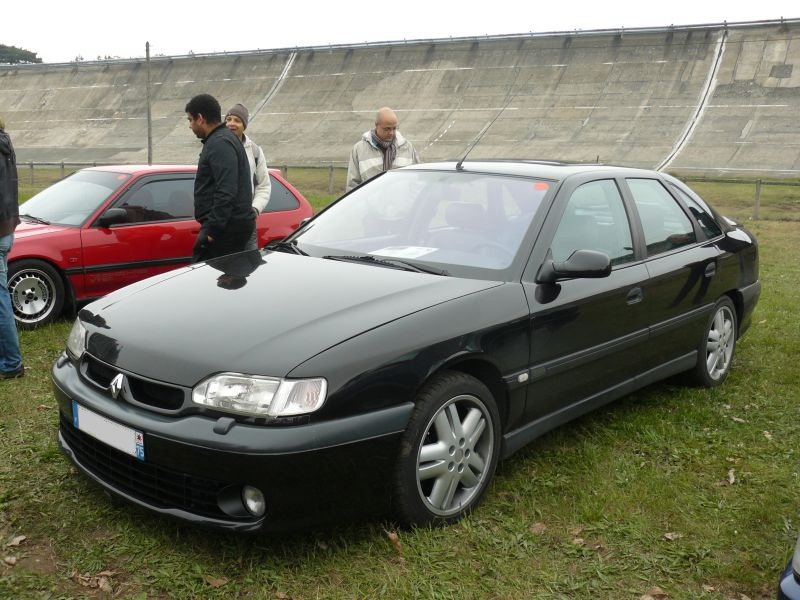
Renault Safrane, 1992

### Jaren 90
Alhoewel de Renault 25 veel succes heeft gebracht in de jaren tachtig zaten de ontwerpers niet stil en waren ze tijdens introductie in 1984 al bezig met een nieuw model. Patrick le Quément wordt in oktober 1987 bij Renault gehaald om het tot stilstand liggende project nieuw leven in te blazen en op 1 januari 1988 treedt hij aan als hoofd van het ontwerpcentrum. De opvolger, betiteld met de projectnaam X84, moet niet alleen de 25 opvolgen, maar volgens Raymond Lévy, de bestuursvoorzitter van Renault sinds de dood van Georges Besse mid jaren tachtig, moet de X84 ook het concern een nieuwe impuls schenken. Uiteindelijk wordt het project gelanceerd in 1992 als de Renault Safrane, vlak nadat de Clio (1990) en het tweede model van de Espace (1991) geïntroduceerd werden. De Safrane droeg als eerste Renault het nieuwe gestroomlijnde logo, geïntroduceerd nadat Louis Schweitzer bestuursvoorzitter van Renault werd in maart 1992.
In 1990 meldt Renault in Amsterdam dat een meerjarig samenwerkingscontact is afgesloten met Volvo. Eind jaren negentig verkoopt Renault de divisie Renault Véhicules Industriels aan de Volvo Group (die de naam wijzigt in Renault Trucks). Renault krijgt in ruil hiervoor een aandeel van 20% in het concern. In 2012 heeft Renault het volledige belang in Volvo verkocht.
Van 1992 tot 1997 wint Renault aaneensluitend zes constructeurstitels in de Formule 1 als Williams-Renault en in 1995 als Benetton-Renault. In 1997 constateert men echter bij Renault dat de groei uit de huidige modellen is en dat de personenwagendivisie slechter presteert. In dat jaar trekt Renault zich terug uit de Formule 1, om later in 2002 het Benetton-team over te nemen en als Renault F1 verder te gaan en in zowel 2005 als 2006 de constructeurstitel en rijderstitel (Fernando Alonso) te veroveren.
Schweitzer, altijd al een voorstander van een onafhankelijker Renault, weet uiteindelijk in 1993 de Franse overheid over te halen om Renault (gedeeltelijk) los te laten. In 1994 vindt de beursgang plaats op de beurs van Parijs en in 1996 wordt Renault officieel een particulier bedrijf door de aanname van de eerste non-gouvernementele aandeelhouder. Sindsdien is de staat bezig zijn belang in het bedrijf significant te verlagen (in 2005 is het overheidsbelang gedaald tot 15,7%, in vergelijking tot een percentage van 60% in 2000). Sinds de beursgang draagt het concern de neutralere naam Renault S.A..
In 1999 nam Renault een controlerend belang in het noodlijdende Japanse automerk Nissan. Met een investering van zo’n 5 miljard dollar kreeg het 35% van de aandelen in handen. Hiermee werd een langdurige alliantie tussen de twee autofabrikanten gestart. In 2001 waren de resultaten van Nissan dusdanig verbeterd dat het bedrijf een aandelenbelang nam van 15% in Renault.
In datzelfde jaar voegden Renault en het Italiaanse IVECO (onderdeel van Fiat) hun busdivisies samen tot Irisbus. In 2001 verkocht Renault zijn aandelen in Irisbus aan IVECO, waarmee deze de enige eigenaar werd van het busbedrijf. De tractorendivisie is in 2004 overgenomen door het Duitse Claas.

### Situatie na 2000

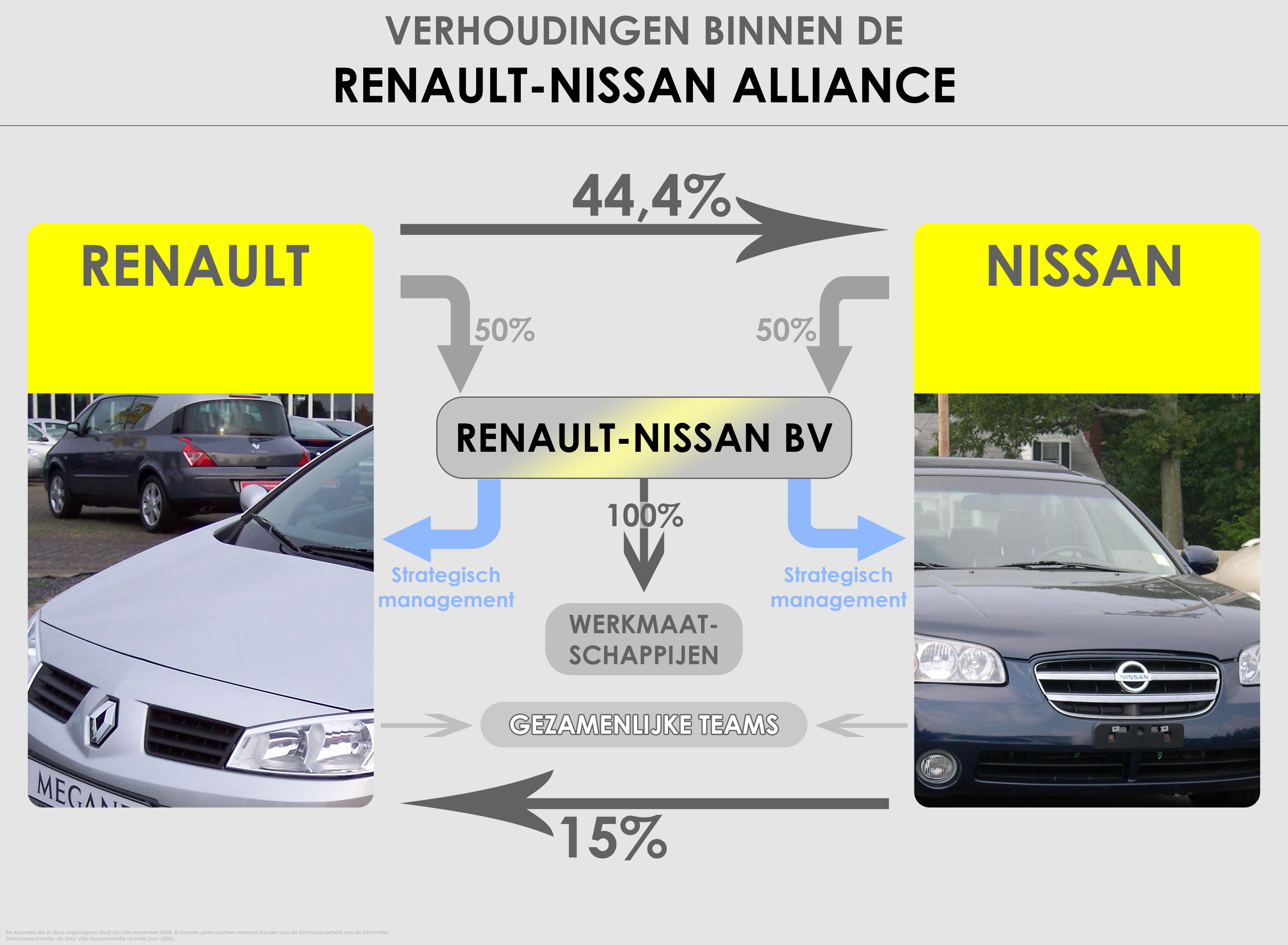
Schema van de Renault-Nissan-alliantie

Aandeelhoudersverhoudingen

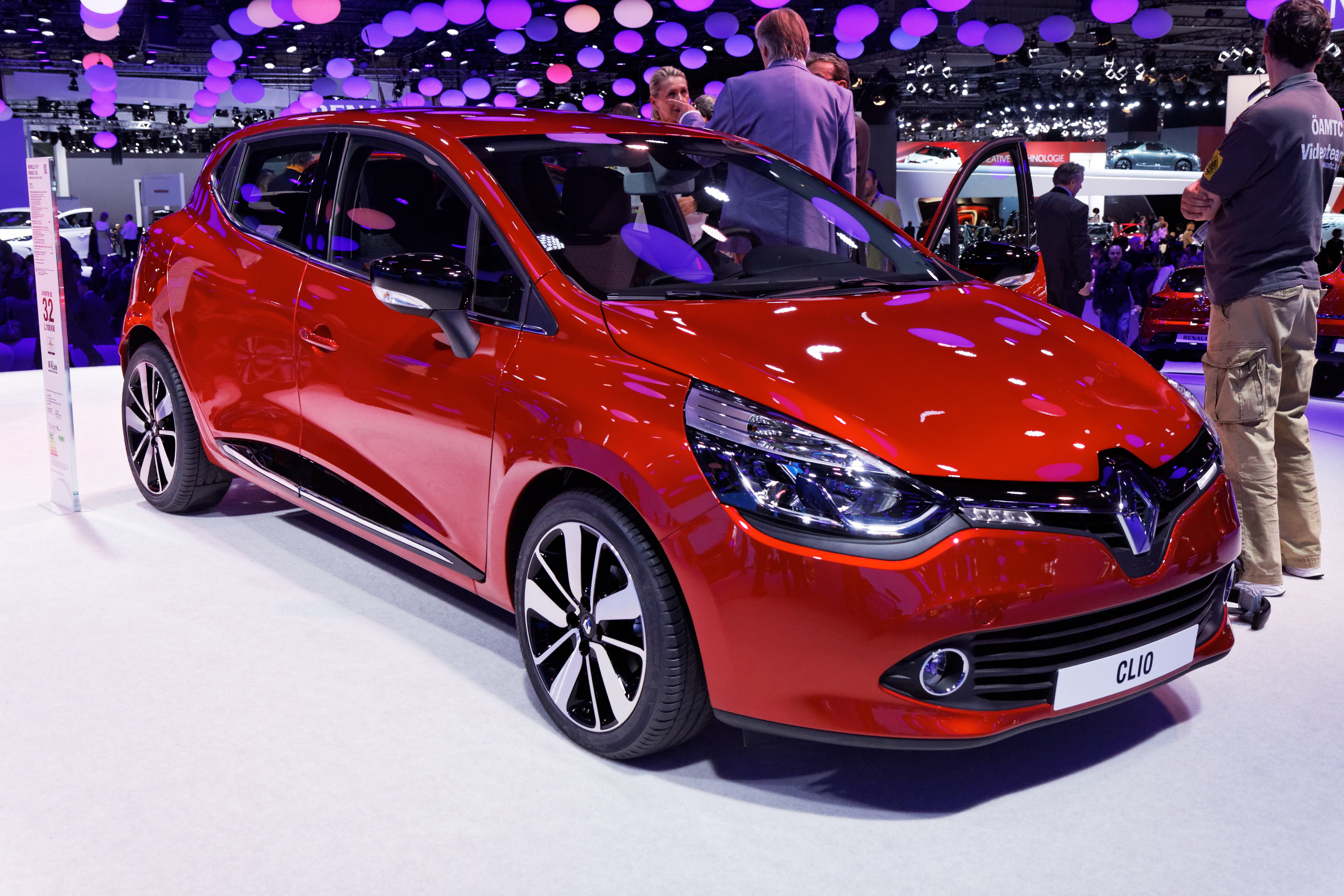
Renault Clio, de tweede meest verkochte auto in Europa.

Renault geldt als een van de grootste automobielfabrikanten in Europa en tevens de marktleider op het continent. In 2018 had het concern ruim 180.000 werknemers. De automerken Dacia en Samsung (RSM) behoren, samen met het hoofdmerk Renault, tot de Groupe Renault. Ook RCI Banque (voorheen Renault Crédit International), de grootste financiële dienstverlener in de Europese auto-industrie, is onderdeel van Groupe Renault. De Renault-Nissan-alliantie (Renault had een belang van 44% in Nissan) zorgt ervoor dat Renault wereldwijd tot de top vijf van autofabrikanten behoort.
Sinds het vertrek uit de Verenigde Staten maakt Renault onder eigen merk geen personenauto's meer in de Verenigde Staten. Renault wilde, dankzij de alliantie met Nissan dat een van de grootste merken in de Verenigde Staten is, zo snel mogelijk terugkeren naar de Noord-Amerikaanse markt en noemde 2010 als mogelijke startdatum. In 2018 waren deze plannen nog steeds niet gerealiseerd.
Aan het begin van de eenentwintigste eeuw groeit het belang in de styling van de auto's binnen de marketingstrategie van Renault. Designchef Patrick Le Quément zette deze nieuwe strategie medio 2001 in gang met de Renault Avantime, die een stilistisch gedurfde combinatie was tussen een MPV, een coupé en een hatchback. Van de Avantime werden minder dan 10.000 exemplaren verkocht en de productie ervan werd eind februari 2003 gestaakt. Dit besluit leidde tot het ontslag van 900 werknemers bij Matra S.A., waar de Avantime werd gebouwd. De in 2002 geïntroduceerde en eveneens modieus gelijnde Mégane wordt aanzienlijk beter verkocht.
De belangrijkste aandeelhouders zijn de Franse staat en partner Nissan, beide houden 15% van de aandelen per 31 december 2018. De aandelen die Nissan bezit hebben geen stemrechten en de Franse staat heeft veel meer stemrechten dan aandelen, namelijk 28,6%. Het merendeel van de aandelen is in handen van particuliere aandeelhouders, waardoor Renault sinds 2000 een écht particulier automobielenconcern is geworden.

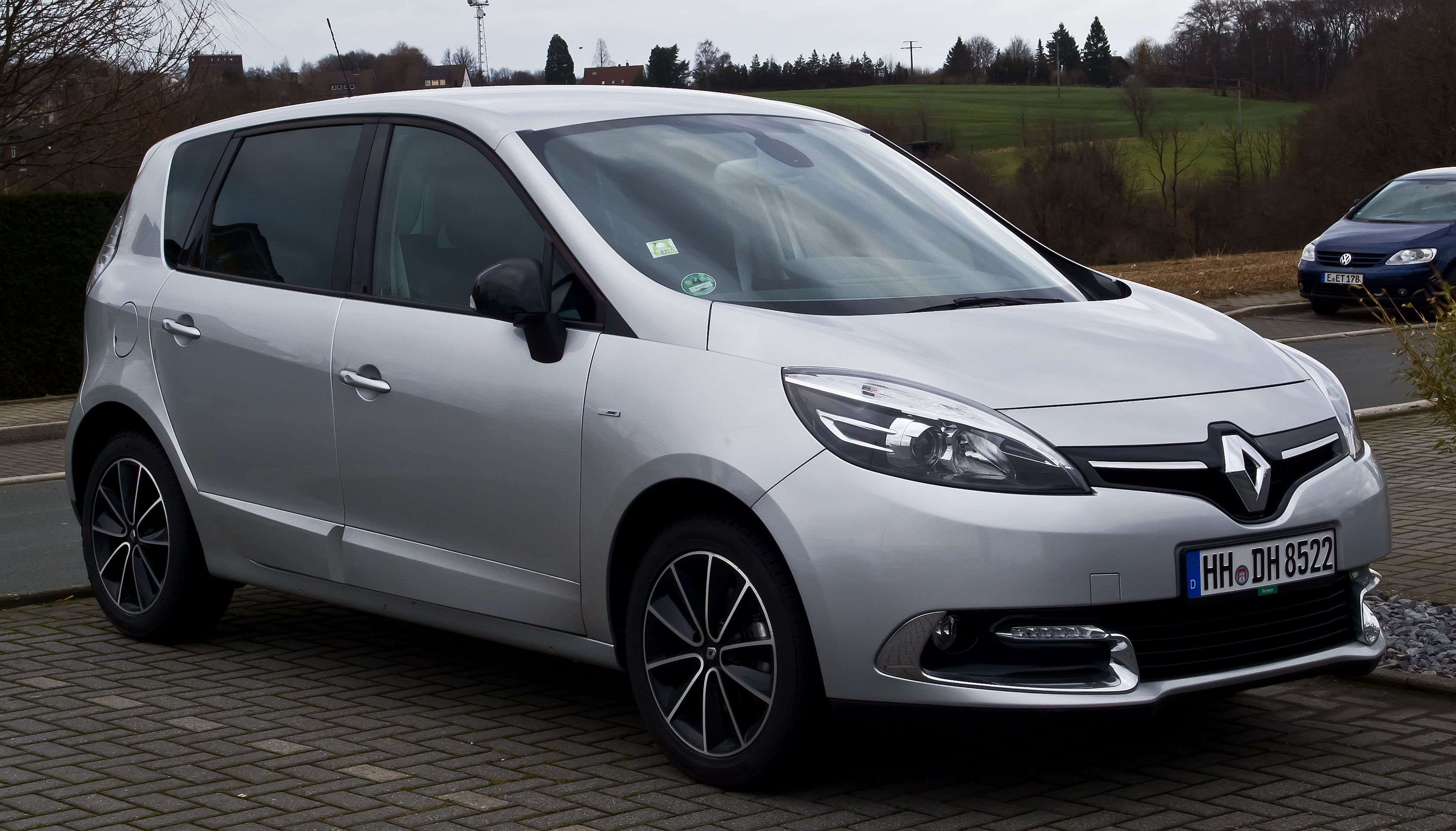
Renault Scénic

In mei 2019 kwam Fiat Chrysler Automobiles (FCA) met een uitnodiging om te fuseren met Renault. De twee krijgen elk 50% van de nieuwe combinatie in handen volgens de plannen. Samen worden ze met 8,7 miljoen auto’s per jaar de op twee na grootste autobouwer ter wereld. De fusie zal leiden tot forse kostenbesparingen, waaronder zo’n 30% op R&D. Het aantal platforms kan met 20% dalen en het aantal motorenfamilies kan met een derde worden gereduceerd. Het sluiten van fabrieken is niet aan de orde. Volgens de plannen kunnen de kostenbesparingen na zes jaar gerealiseerd zijn. Het implementeren van de fusie zou eenmalig 3 tot 4 miljard euro gaan kosten. Een paar weken later trok FCA het bod al weer in. Renault wilde, op verzoek van de Franse staat, de stemming over de fusie uitstellen.
In mei 2020 maakte het bedrijf bekend dat er 15.000 banen, zo'n 8% van het totaal, gingen verdwijnen. De verkopen zijn sterk gedaald door de coronapandemie en de capaciteit wordt met 15% ingekrompen van 4 miljoen in 2020 naar 3,3 miljoen voertuigen in 2024. Renault is verder in gesprek met de Franse overheid voor financiële steun ter waarde van 8 miljard euro.
In mei 2022 verkocht Renault zijn hele belang in AvtoVAZ aan NAMI, een onderzoeksinstituut in handen van de Russische staat, en het hele belang in zijn Russische tak aan de stad Moskou. Het bedrijf voldeed daarmee aan de handelsboycot van de Europese Unie wegens de Russische inval in Oekraïne. Renault heeft wel een optie om de aandelen AvtoVAZ binnen zes jaar terug te kopen.
In februari 2022 maakte Renault plannen bekend om de bedrijfsactiviteiten op het gebied van elektrische auto's af te splitsen. Vooral de fabrieken in Frankrijk gaan zich bezig houden met de ontwikkeling en productie van elektrische aandrijflijnen. De productie van voertuigen met verbrandingsmotoren en hybride aandrijflijnen gaat door in Portugal, Roemenië, Spanje en Turkije. Voor 2030 is de doelstelling dat Renault volledig elektrisch wil zijn in Europa. In november maakte Renault bekend dat dit onderdeel met de naam Ampere voor het jaareinde 2023 een eigen beursnotering zal krijgen op de beurs van Parijs.
In januari 2023 besloten Renault en Nissan hun aandelenbelang in de partner te beperken tot 15%. Nissan heeft al een belang van 15% in Renault en hoeft geen actie te nemen. Renault had een belang van 43,4% in Nissan, hiervan is in november 2023 28,4%-punt afgestoten aan een Franse trust met de intentie deze aandelen te verkopen. Een maand later volgde de verkoop van het eerste aandelenpakket. In maart en september 2024 volgden verkopen met een vergelijkbare omvang, waarmee de trust ruim de helft van het aandelenbezit Nissan heeft verkocht. Op 30 juni 2025 besloot Renault de waarde van het belang in Nissan anders te waarderen. In plaats van het belang in het eigen vermogen op te nemen, berekend Renault in het vervolg de waarde op basis van de aandelenkoers van Nissan. Deze boekhoudkundige verandering leidt dit tot een incidenteel verlies van € 9,5 miljard.

## Onderscheidingen

### Auto van het jaar in Europa
- 1966 – Renault 16
- 1982 – Renault 9
- 1991 – Renault Clio I
- 1997 – Renault Mégane Scénic
- 2003 – Renault Mégane II
- 2006 – Renault Clio III
- 2024 – Renault Scenic E-Tech
- 2025 – Renault 5 E-Tech

### Auto van het jaar in Spanje
- 1973 – Renault 5
- 1979 – Renault 18
- 1983 – Renault 9
- 1987 – Renault 21
- 1989 – Renault 19
- 1991 – Renault Clio
- 1994 – Renault Twingo
- 1995 – Renault Laguna
- 1997 – Renault Mégane Scénic
- 2022 – Renault Arkana

(*) : in 1994, werd de Citroën Xantia verkozen winnaar ex aequo

### Auto van het jaar in Eurasia: 'Autobest'
'Autobest' wordt uitgereikt door de leden van de Autobest jury, afkomstig uit 15 landen: Bulgarije, Kroatië, Tsjechië, Cyprus, Macedonië, Hongarije, Polen, Roemenië, Rusland, Servië, Slowakije, Slovenië, Turkije, Oekraïne en Malta. De leden van de jury controleren op 13 criteria, zoals brandstofverbruik, veelzijdigheid, ruimte en ontwerp.
- 2005 – Renault/Dacia Logan[15]
- 2009 – Renault Symbol II
- 2011 – Renault/Dacia Duster

### Auto van het jaar in Ierland
- 1990 – Renault 19
- 2002 – Renault Laguna

## Modellen

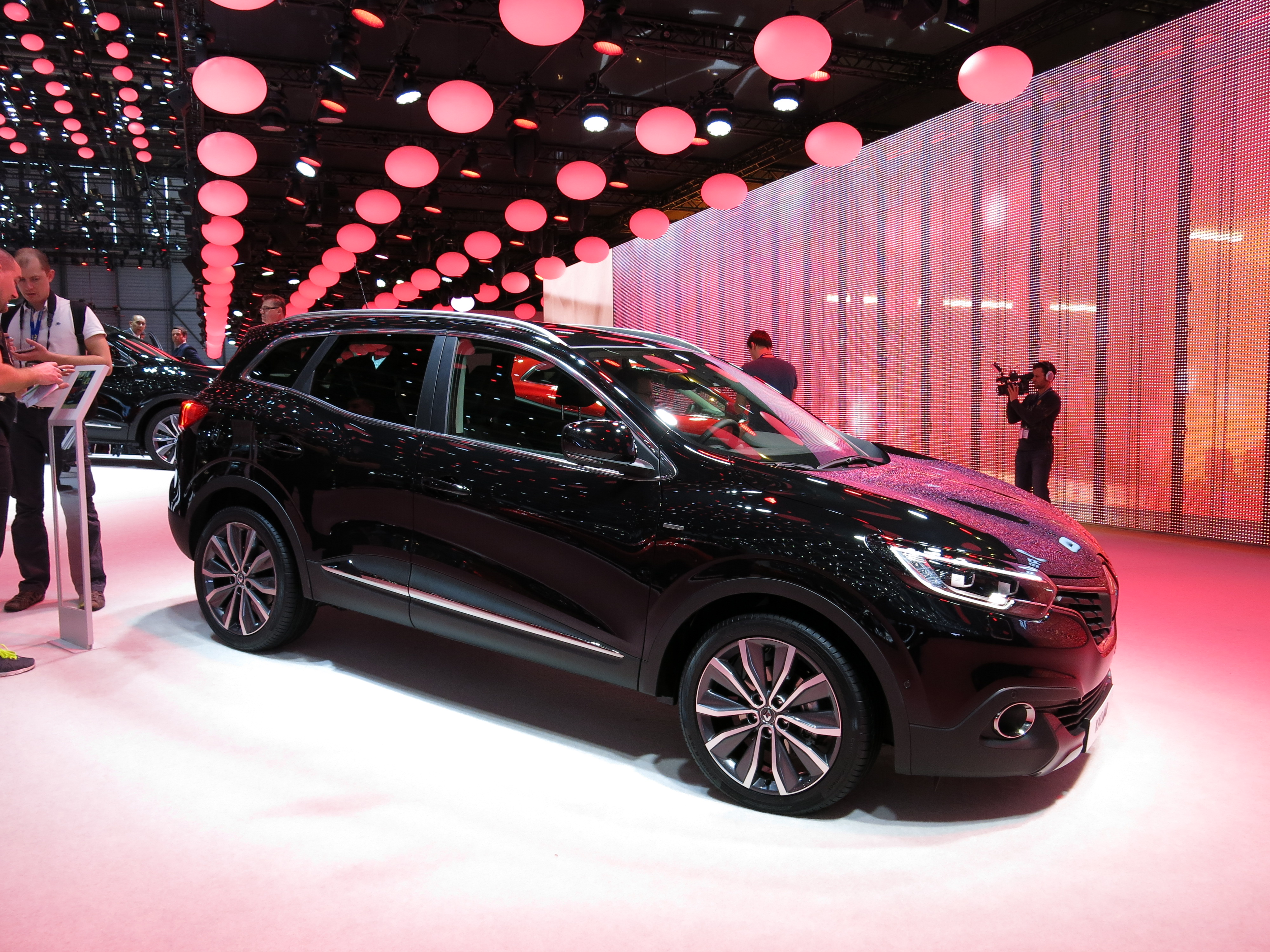
Renault Kadjar SUV, 4×4, 2×4

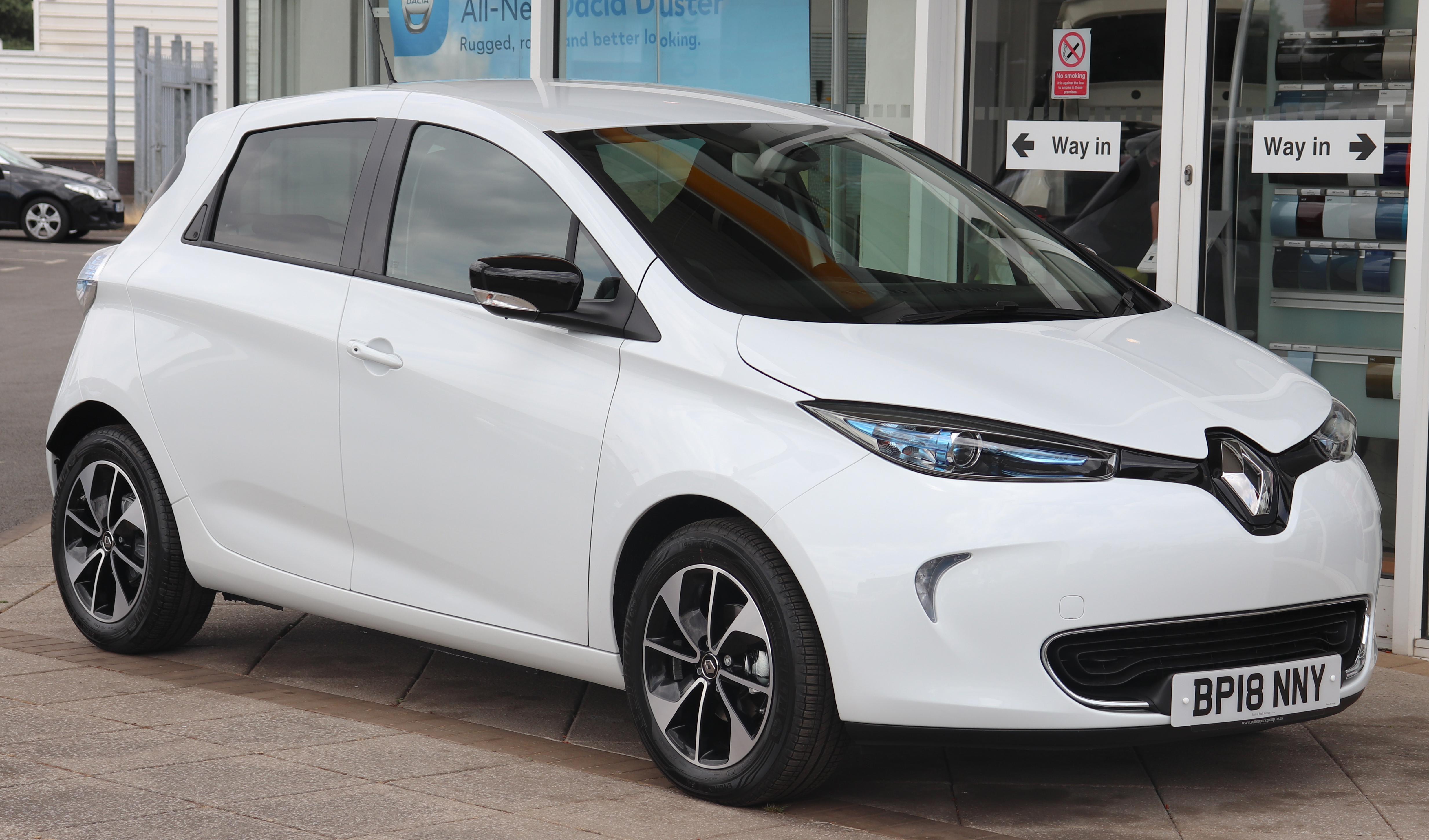
Renault Zoé, puur elektrisch

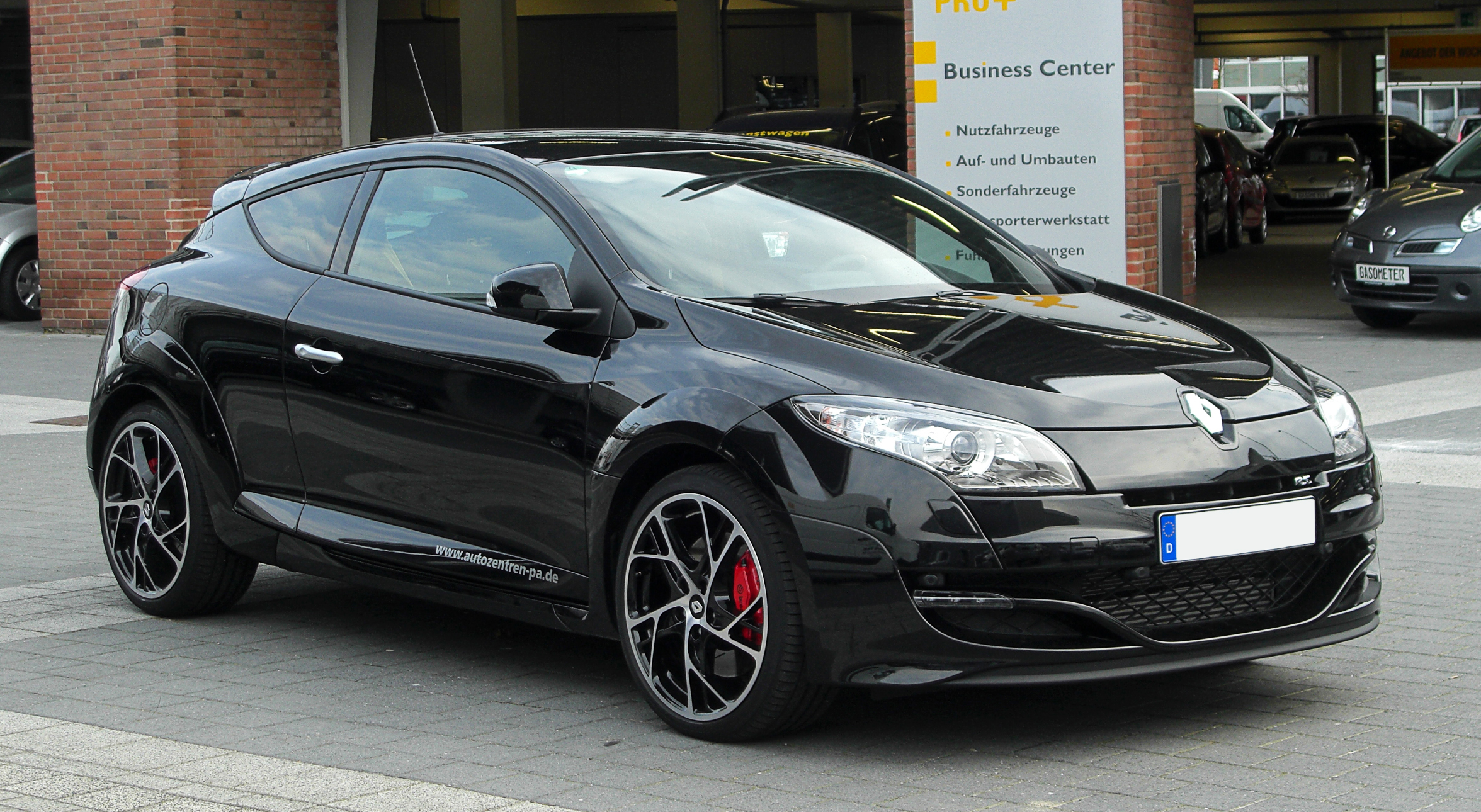
Renault Mégane R.S. III

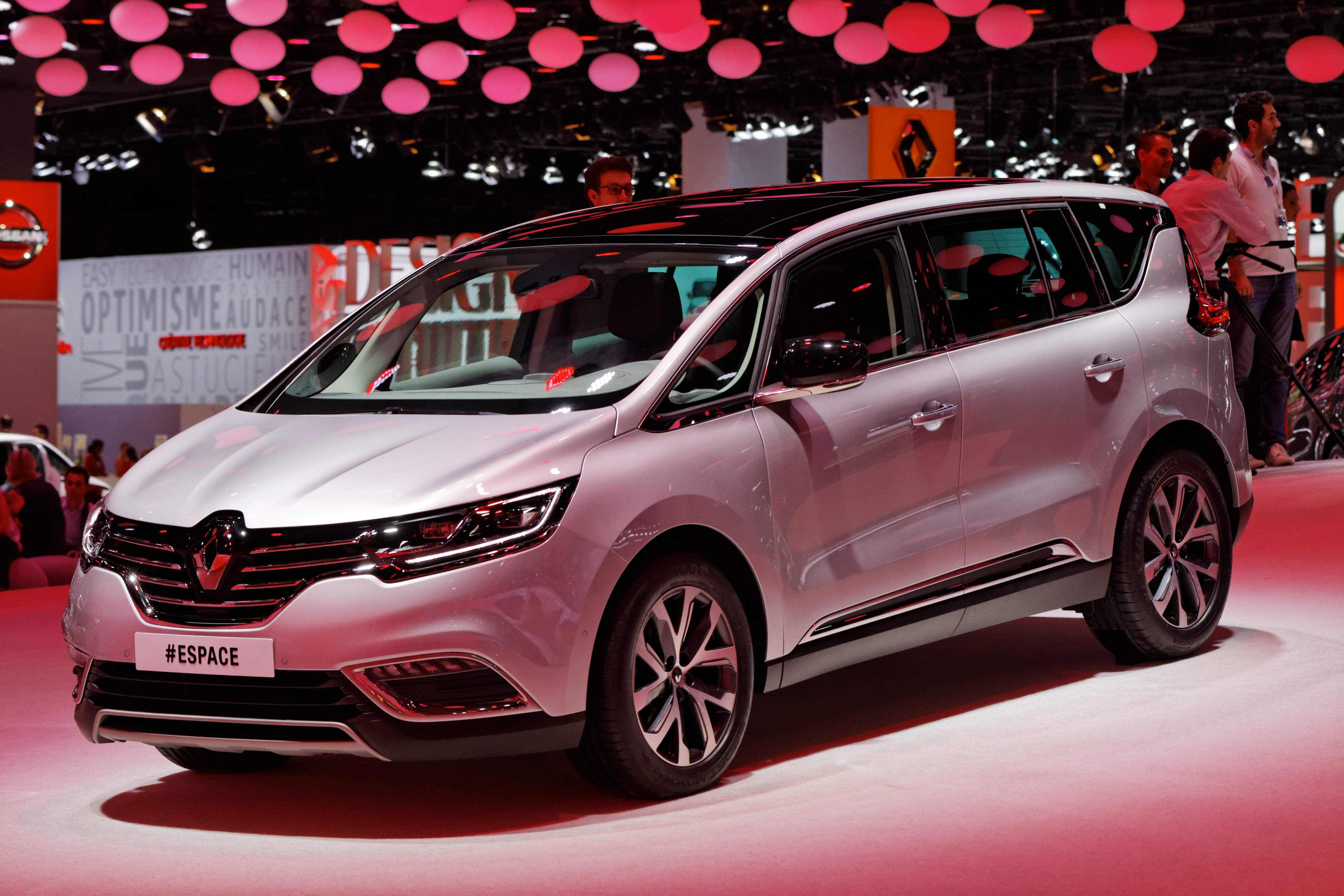
Renault Espace, 2014

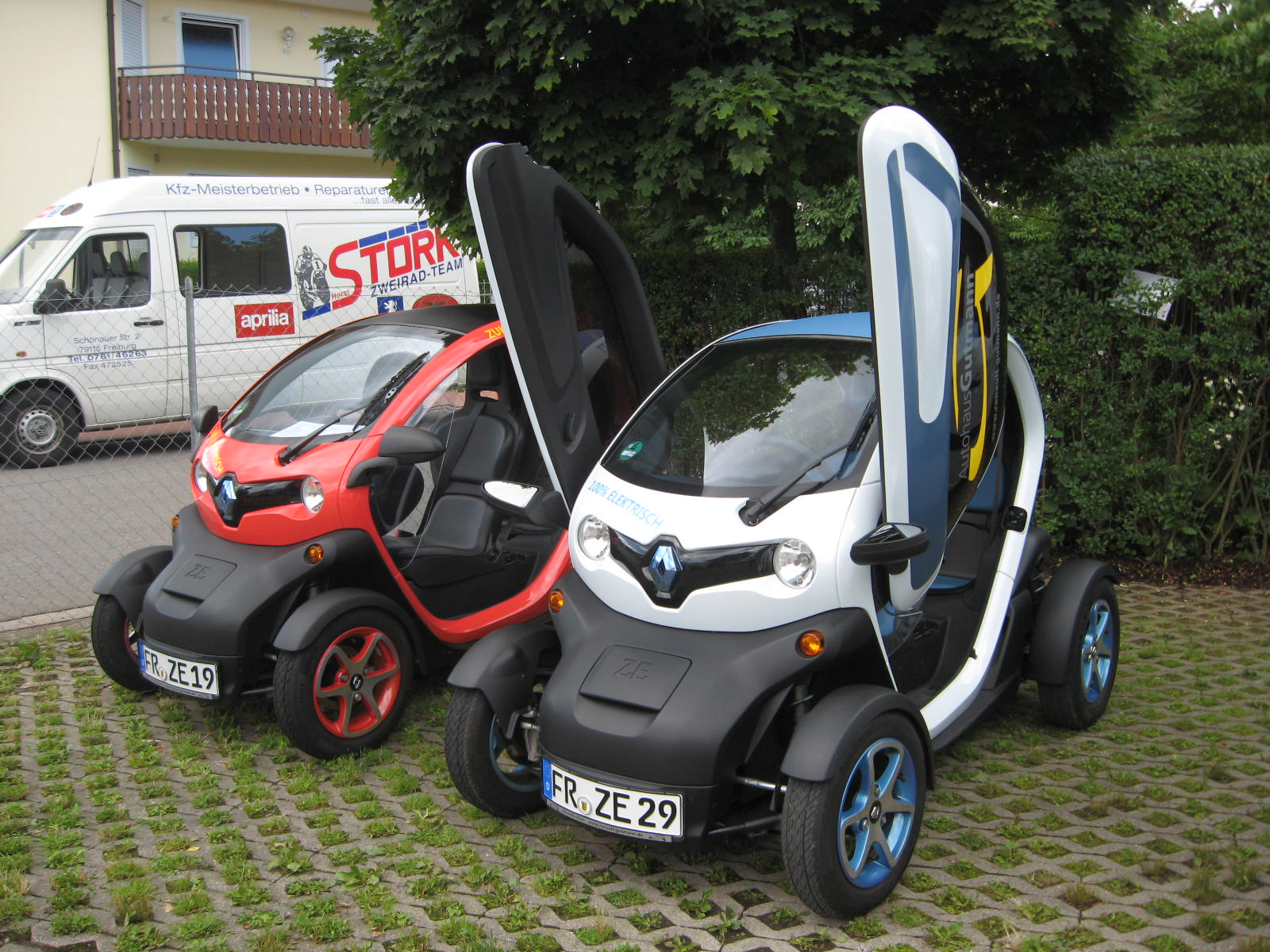
Renault Twizy, 2012

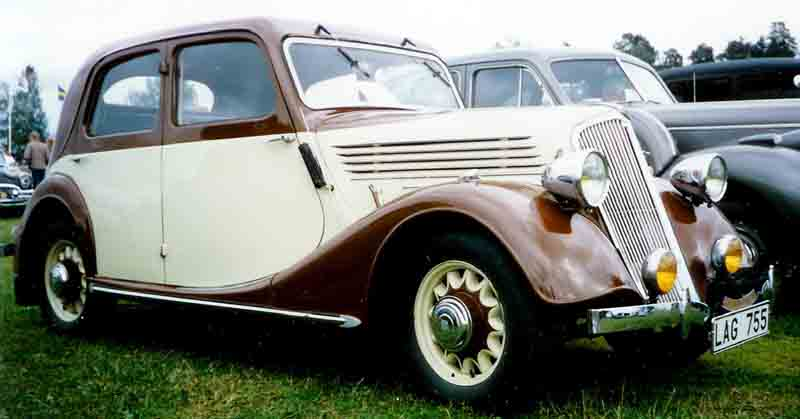
Renault Celtaquatre, 1935

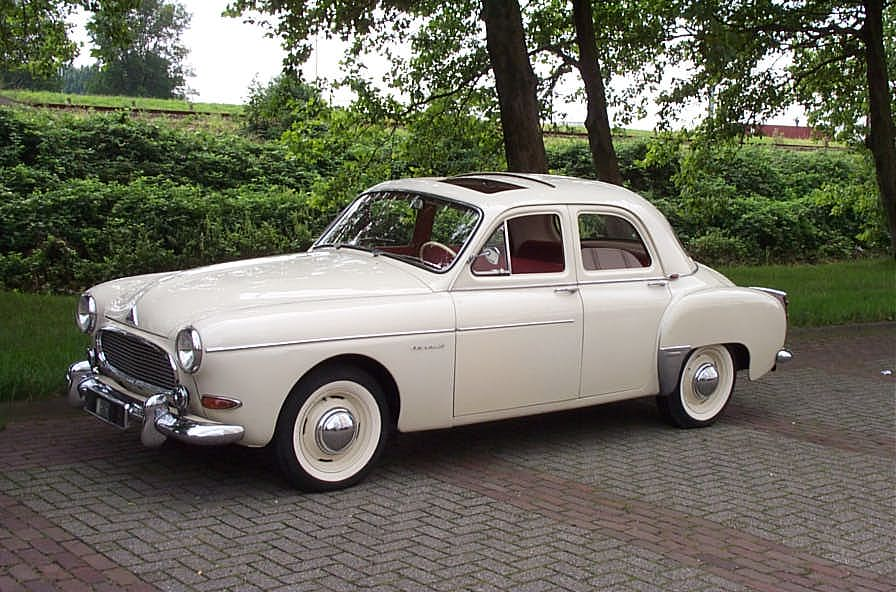
Renault Frégate, 1951

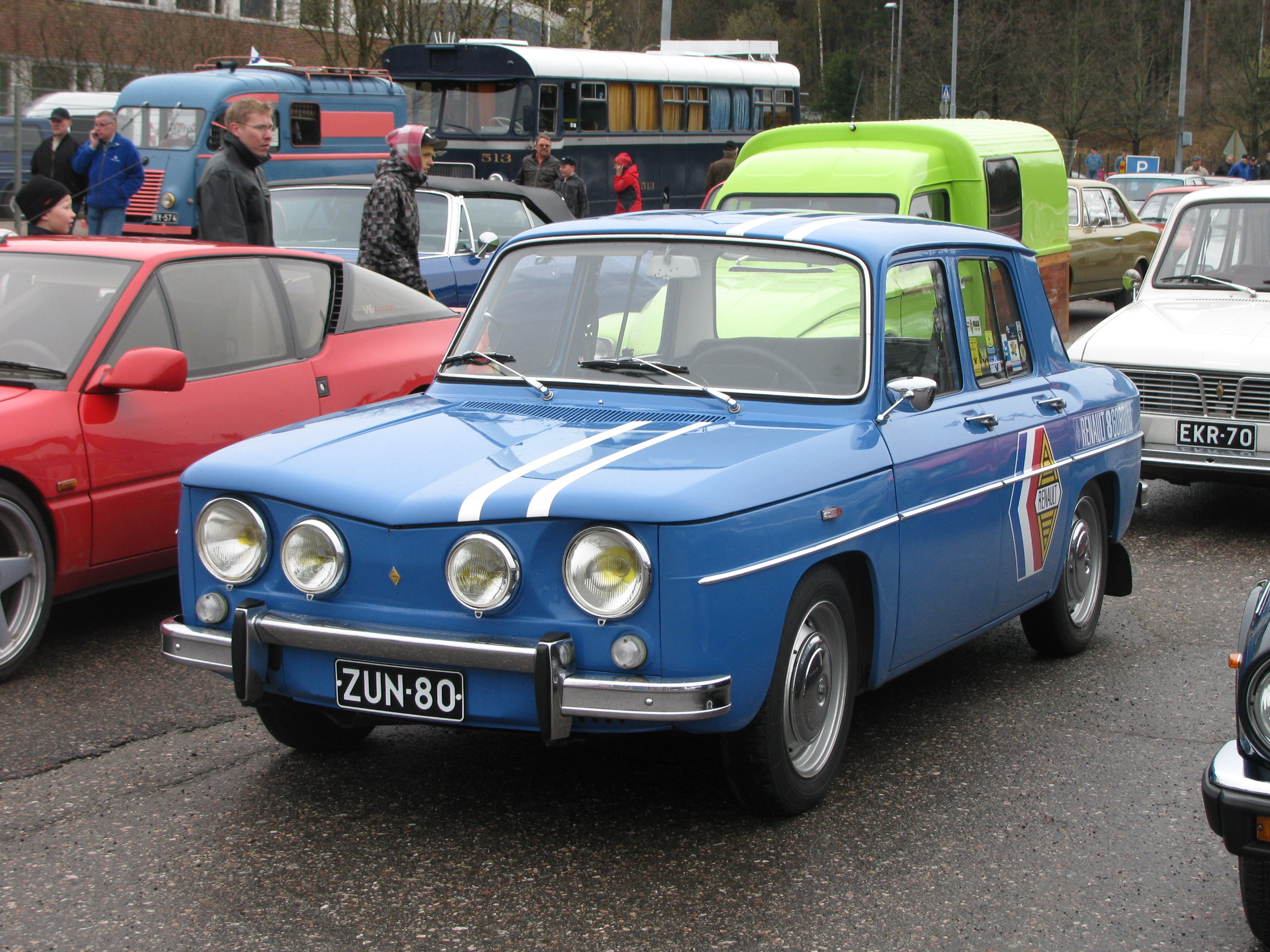
Renault R8 Gordini, 1964

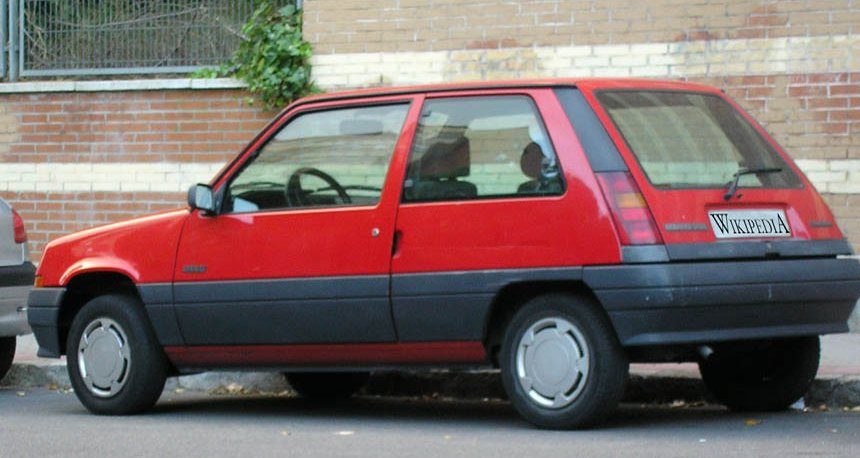
Renault Supercinq (opvolger van de oorspronkelijke Renault 5)

### Personenauto's

#### 1890-1900
- Renault Voiturette 1898
- Renault Type A 1899
- Renault Type B, C, D 1900

#### 1900-1930
- Renault Type G, H, J 1901
- Renault Type L, M 1903
- Renault Type NA, NB, S 1903
- Renault Type NC, Q, UA 1903
- Renault Type P, R 1903
- Renault Type T 1904
- Renault Type UB, UC, UD 1904
- Renault Type YA, ZA 1905
- Renault Type V 1905
- Renault Type XA, XB, XC 1905
- Renault Type ABA, ABB, AE, AF, AH/AM 1905
- Renault Type X/X1 1905
- Renault Type Y 1905
- Renault Type AI 1906
- Renault Type CF 1906
- Renault Type DQ, ET 1906
- Renault Type AI35, AI45 1907
- Renault Type AIsport, CT 1907
- Renault 35CV 1908
- Renault 40CV/Renault 45 (Type ES) 1911-1928
- Renault FK 1912
- Renault EF 1914
- Renault 10CV (Type GS en IG) 1920-1925
- Renault 6CV 1922
- Renault 10CV (Type KZ) 1923-1931
- Renault Vivasix (Type RA en PG) 1926-1930
- Renault Vivastella 1929-1939
- Renault Reinastella (Type RM) 1929-1933

#### 1930-1960
- Renault Nervastella 1930-1937
- Renault Monaquatre (Type UY en YN) 1931-1935
- Renault Vivaquatre 1932-1939
- Renault Primaquatre 1935-1937
- Renault Juvaquaine 1937-1939
- Renault Suprastella 1938-1942
- Renault Juvaquatre 1938-1948
- Renault Novaquatre 1938-1939
- Renault 2CV
- Renault 4CV 1947-1961
- Renault Frégate 1951-1960
- Renault Savanne 1951-1954
- Renault Prairie 1953-1959
- Renault Dauphine 1956-1968
- Renault Domaine 1956-1960 (station uitvoering van de Frégate)
- Renault Ondine 1961-1963 (luxe uitvoering van de Dauphine)
- Renault Alpine 1956-1995
- Renault Floride 1959-1962

#### 1960-1990
- Renault Caravelle 1962-1965
- Renault Rodeo 1970-1976
- Renault 3 1961-1962
- Renault 4 1961-1993
- Renault 5 1972-1985
- Renault 5 Turbo 1979-1982
- Renault 5 Turbo 2 1982-1985
- Renault Super 5 1984-1996
- Renault 6 1968-1980
- Renault 7 1974-1982
- Renault 8 1963-1971
- Renault 9 1981-1989
- Renault 10 1965-1971
- Renault 11 1983-1989
- Renault 12 1970-1980
- Renault 14 1976-1983
- Renault 15 1971-1977
- Renault 16 1965-1979
- Renault 17 1971-1977
- Renault 18 1978-1986
- Renault 19 1988-1995
- Renault 20 1975-1984
- Renault 21 1985-1995
- Renault 25 1984-1992
- Renault 30 1975-1984
- Renault Fuego 1980-1984
- Renault Alpine 1985-1994

#### Vanaf 1990
- Renault Arkana 2021-heden
- Renault Avantime 2001-2003
- Renault Captur 2013-heden
- Renault Clio I 1990-1998
- Renault Clio II 1998-2005
- Renault Clio III 2005-2012
- Renault Clio Estate III 2008-2012
- Renault Clio IV 2012-2019
- Renault Clio Estate IV 2013-2015
- Renault Clio V 2019-heden
- Renault Espace I 1984-1991
- Renault Espace II 1991-1997
- Renault Espace III 1997-2003
- Renault Espace IV 2003-2015
- Renault Espace V 2015-heden
- Renault Fluence 2009-2014 (in Nederland alleen als Fluence Z.E. leverbaar geweest (elektrisch))
- Renault Kadjar 2015-heden
- Renault Kangoo I 1997-2008
- Renault Kangoo II 2008-heden
- Renault Koleos I 2008-2015 (sinds 2009 niet meer leverbaar in Nederland, wel in België)
- Renault Koleos II 2017-heden
- Renault Laguna I 1995-2000
- Renault Laguna II 2000-2007
- Renault Laguna III 2007-2015
- Renault Laguna Coupé 2008-2015
- Renault Latitude 2010-2015 (niet leverbaar in Nederland, wel in België)
- Renault Mégane I 1995-2002
- Renault Mégane II 2002-2008
- Renault Mégane III 2008-2016
- Renault Mégane IV 2016-heden
- Renault Modus 2004-2012 (vanaf 2008 ook leverbaar als Grand Modus)
- Renault Rafale 2024-heden
- Renault Safrane 1992-2000
- Renault Scénic I 1996-2003 (tot 1999 verkocht als Mégane Scénic)
- Renault Scénic II 2003-2009
- Renault Scénic III 2009-2016
- Renault Scénic IV 2016-heden
- Renault Spider 1995-1997
- Renault Symbol II 2009-2016 (niet leverbaar in Nederland)
- Renault Symbol III 2017-heden (niet leverbaar in Nederland)
- Renault Talisman 2016-heden
- Renault Twingo I 1993-2007
- Renault Twingo II 2007-2014
- Renault Twingo III 2014-heden
- Renault Vel Satis 2001-2009
- Renault Wind 2010-2013 (vanaf 2012 niet meer leverbaar in Nederland)

### Elektrische auto's
- Renault Master 2018-heden
- Renault Twizy 2012-heden
- Renault Zoe 2013-heden
- Renault Kangoo Z.E 2010-heden
- Renault Fluence 2011-2014
- Renault Mégane E-Tech 2022-heden

### Bedrijfswagens

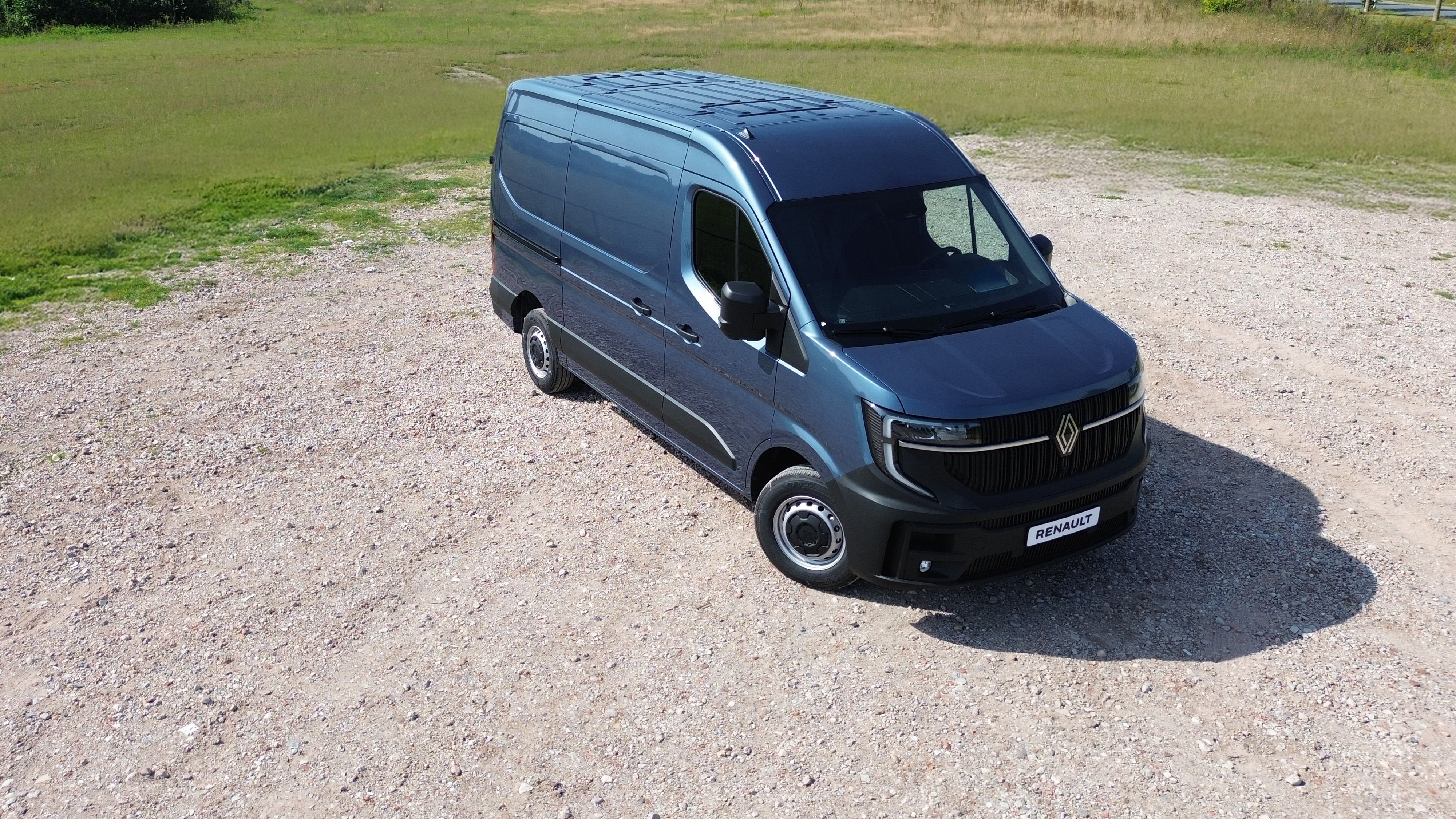
De 2024 Renault Master

- Renault AHS 1941-1947
- Renault Goélette 1947-1965
- Renault Galion 1959-1965
- Renault Estafette 1959-1980
- Renault 4 Fourgonnette 1963-1988
- Renault Super Goélette 1965-1982
- Renault Master 1980-heden
- Renault Trafic 1981-heden
- Renault Gamme B 1982-1999
- Renault Express 1988-1998
- Renault Kangoo Express 1998-heden
- Renault Mascott 1999-2010

### Tractoren
- Renault D22
- Renault V72

### Trucks

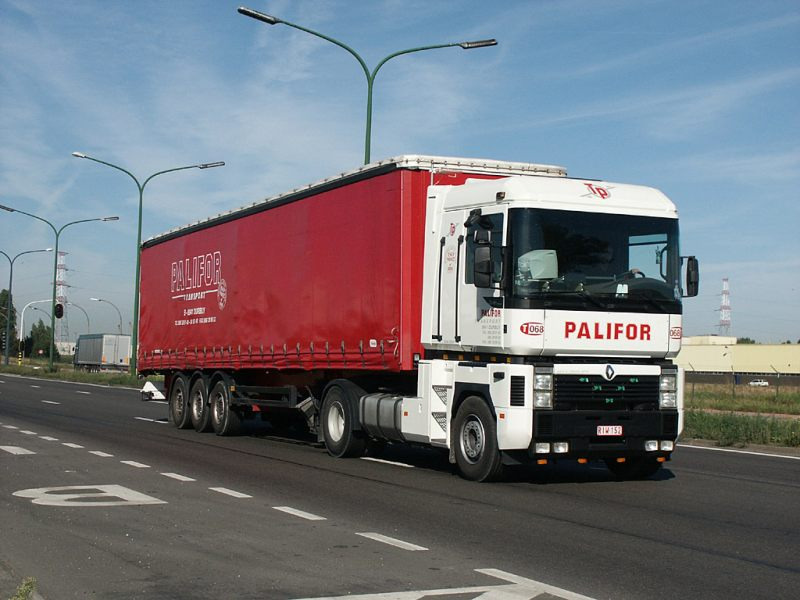
Renault Magnum

- Renault Magnum
- Renault Premium Route
- Renault Kerax
- Renault Premium Lander
- Renault Mascott
- Renault Midlum
- Renault Premium Distribution

### Bussen
- Renault PN
- Renault PY
- Renault TN

### Formule 1

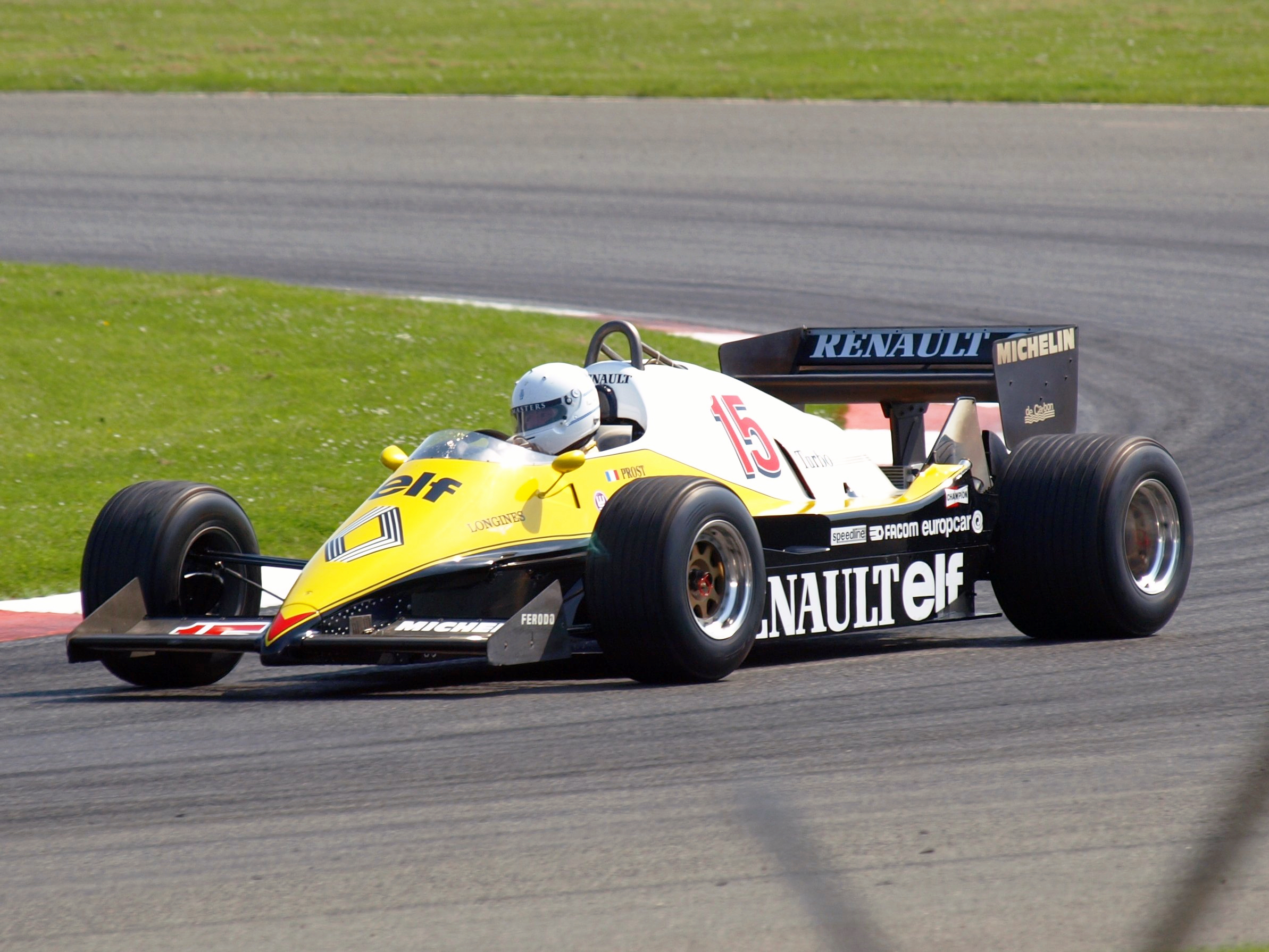
Renault RE40

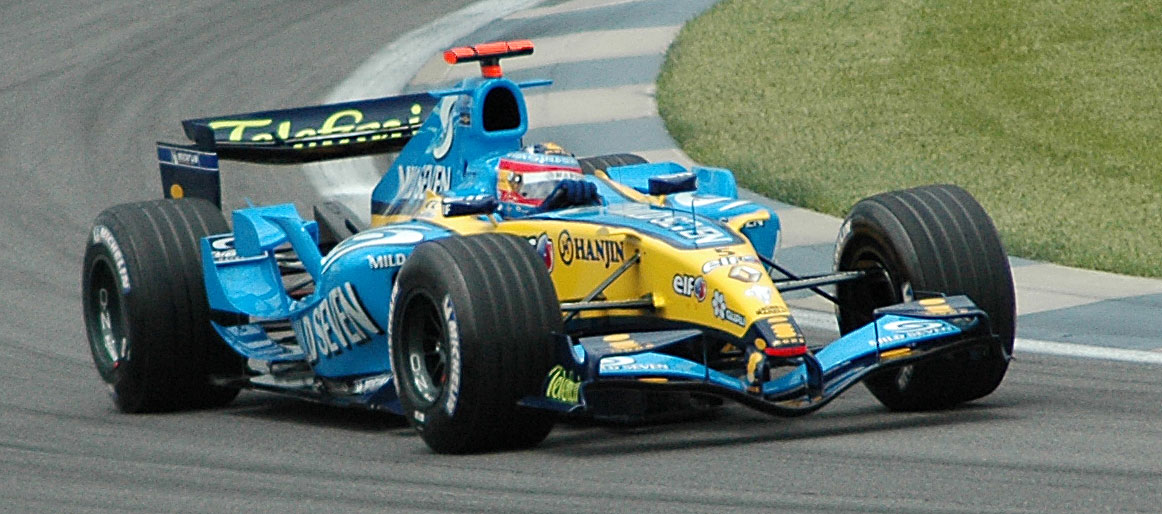
Fernando Alonso, 2005

- RS01
- RS10
- RE20
- RE30
- RE40
- RE50
- RE60
- R202
- R23/R23B
- R24
- R25 (kampioensauto 2005)
- R26 (kampioensauto 2006)
- R27
- R28
- R29
- R30
- R31
- RS16
- R.S.17
- R.S.18
- R.S.19

### Prototypes
- Renault Project 600 (1957)
- Renault Project 900 (1959)
- Renault CX15 (1962)
- Renault Project H (1966)
- Renault BRV (1974)
- Renault Eve (1981)
- Renault Alpine GTA (1981)
- Renault Gabbiano (1983)
- Renault Vesta (1987)
- Renault Zoom (1992)
- Renault Racoon (1993)
- Renault Argos (1994)
- Renault Ludo (1994)
- Renault Modus (1994)
- Renault Next (1995)
- Renault Laguna Evado (1995)
- Renault Initiale (1995)
- Renault Ampératices (1995)
- Renault Fiftie (1996)
- Renault Pangea (1997)
- Renault Espider (1997)
- Renault Vel Satis (1998)
- Renault Zo (1998)
- Renault Koleos (1999)
- Renault Avantime (1999)
- Renault Modus 2 (2000)
- Renault Operandi (2001)
- Renault Talisman (2001)
- Renault Ellipse (2002)
- Renault Be Bob (2003)
- Renault Trafic Deck'up (2004)
- Renault Fluence (2004)
- Renault Wind (2004)
- Renault Egeus (2005)
- Renault Zoé (2005)
- Renault Alpine 210 RS (2006)
- Renault Altica (2006)
- Renault Nepta (2006)
- Renault Takhion (2006)
- Renault Koleos (2006)
- Renault Twingo (2006)
- Renault Clio Grand Tour (2007)
- Renault Laguna Coupé (2007)
- Renault Kangoo Compact (2007)
- Renault Mégane (2008)
- Renault Ondelios (2008)
- Renault Sand' up (2008)
- Renault Z.E. Concept (2008)
- Renault Gazelle (2008)

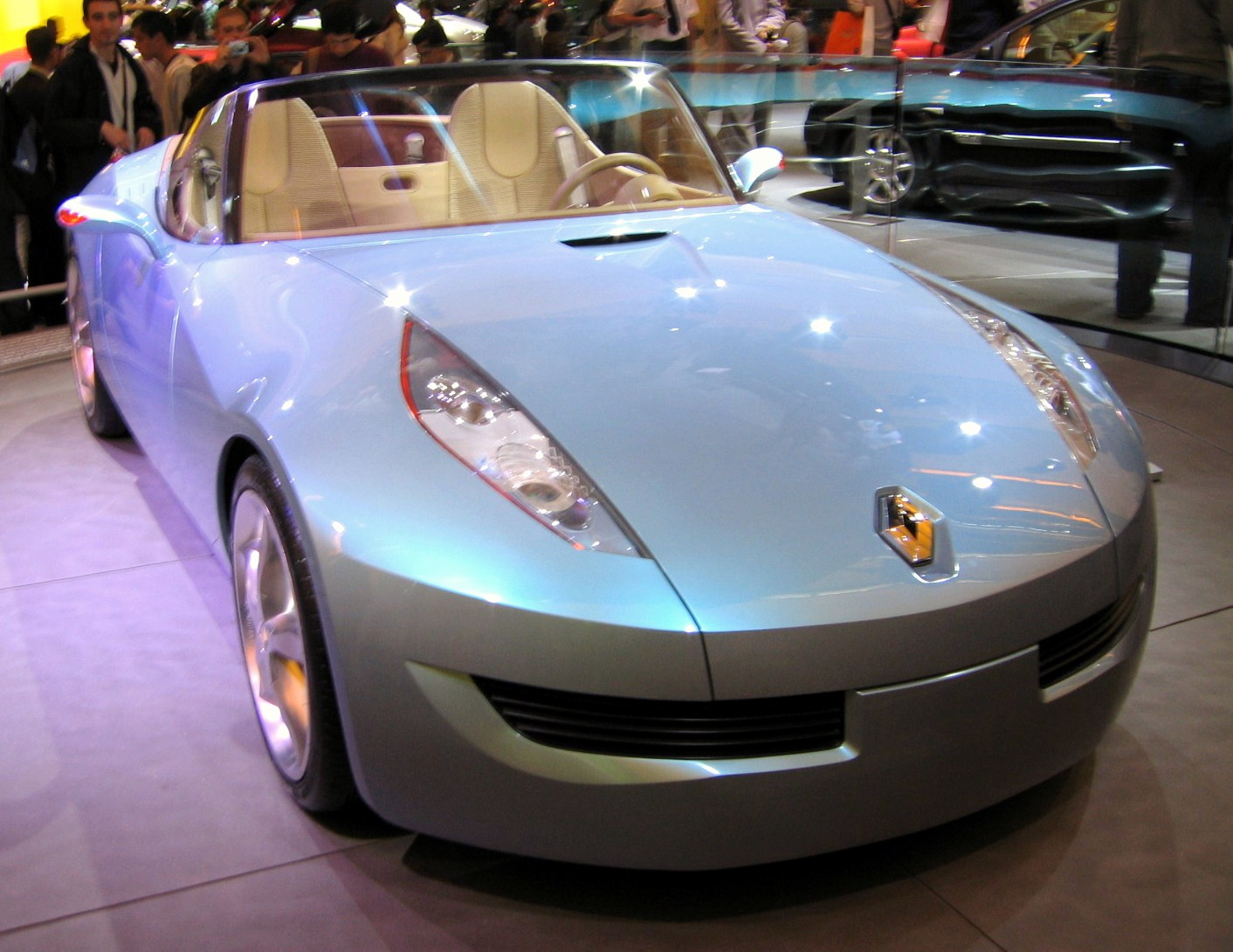
Voorkant van het Renault Wind-conceptvoertuig (2004)

Een Renault Alpine A110 50 Concept tentoongesteld op het International Automobile Festival 2013.

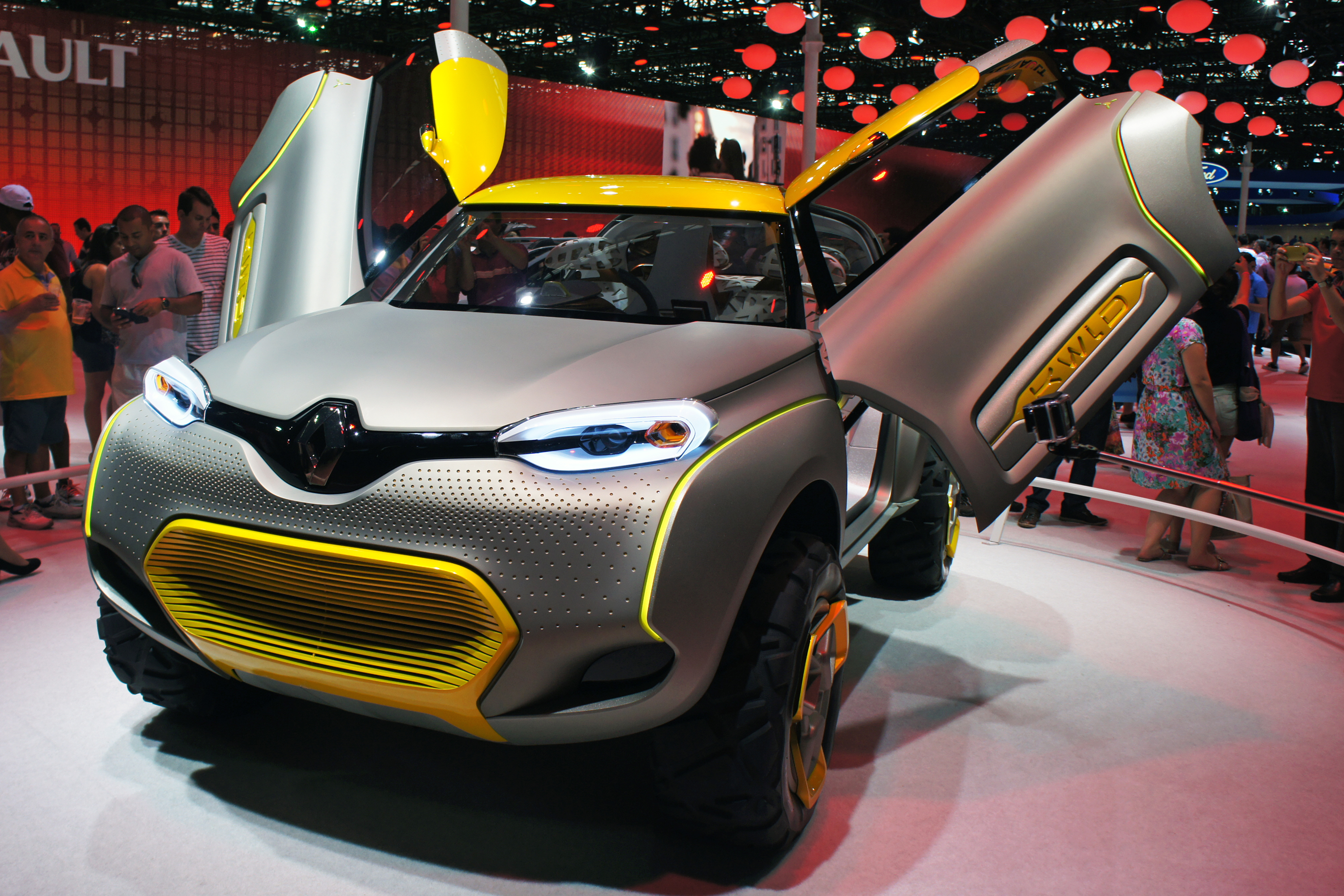
Renault KWLD-concept tentoongesteld op de Salão Internacional do Automóvel 2014 São Paulo

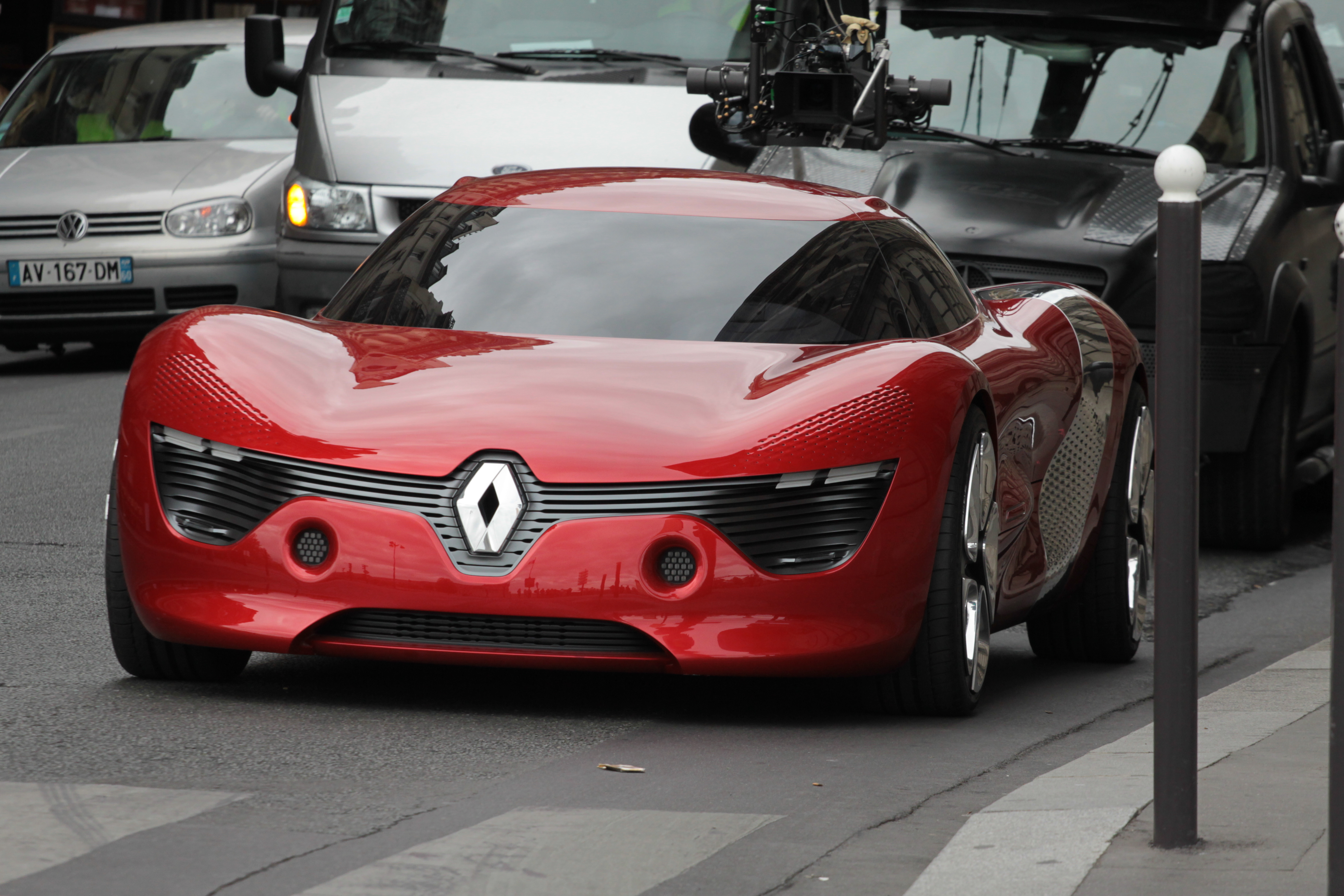
Een Renault DeZir-conceptauto zoals die in Parijs, Frankrijk werd getoond.

Een Renault Eolab gepresenteerd op het autosalon van Parijs 2014

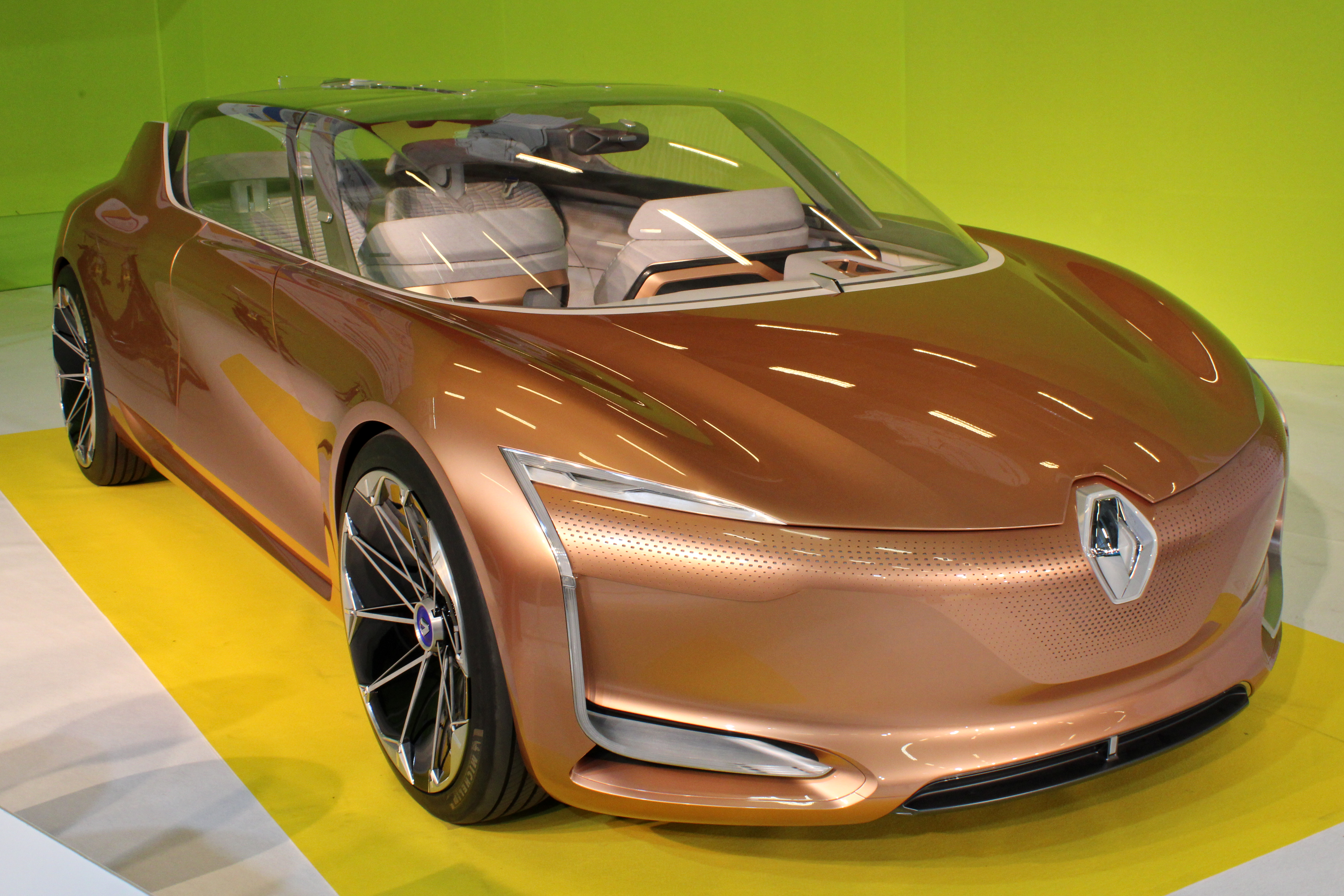
Renault Symbioz Concept (2017) op het autosalon van Parijs 2018

- Renault Kangoo Z.E. Concept (2009)
- Renault Fluence Z.E. Concept (2009)
- Renault Zoe Z.E. Concept (2009)
- Renault Twizy Z.E. Concept (2009)
- Renault DeZir (2010)
- Renault Captur (2011)
- Renault R-space (2011)
- Renault Frendzy (2011)
- Renault Alpine A110-50 (2012)
- Renault Twin’Run (2013)
- Renault Twin’Z (2013)
- Renault Twizy Renault Sports F1 (2013)
- Renault Initiale Paris (2013)
- Renault KWID (2014)
- Renault Next Two (2014)
- Renault Eolab (2014)
- Renault Duster Oroch (2014)
- Renault Sport R.S. 01 (2014)
- Renault Alaskan (2015)
- Renault Le Corbusier (2015)
- Renault Alpine Vision (2016)
- Renault Trezor (2016)
- Renault ZOE e-Sport Concept (2017)
- Renault R.S. 2027 F1 Vision (2017)
- Renault Symbioz (2017)
- Renault Ez-go (2018)
- Renault Ez-pro (2018)
- Renault Ez-ultimo (2018)

### Scooters
Renault was al eigenaar van de motorfietsmerken Gitane en Solex, maar presenteerde op de motorshow in Parijs van 2001 een eigen lijn scooters. Het betrof een 125- en een 250cc-model en een prototype van een overdekte driewielige scooter. De machines worden in de toekomst bij Benelli gebouwd.

## Tijdlijn personenauto's
| « vorig — Renault-modellen van 1980 tot heden | « vorig — Renault-modellen van 1980 tot heden | « vorig — Renault-modellen van 1980 tot heden     | « vorig — Renault-modellen van 1980 tot heden     | « vorig — Renault-modellen van 1980 tot heden     | « vorig — Renault-modellen van 1980 tot heden     | « vorig — Renault-modellen van 1980 tot heden     | « vorig — Renault-modellen van 1980 tot heden     | « vorig — Renault-modellen van 1980 tot heden     | « vorig — Renault-modellen van 1980 tot heden     | « vorig — Renault-modellen van 1980 tot heden     | « vorig — Renault-modellen van 1980 tot heden     | « vorig — Renault-modellen van 1980 tot heden     | « vorig — Renault-modellen van 1980 tot heden     | « vorig — Renault-modellen van 1980 tot heden     | « vorig — Renault-modellen van 1980 tot heden     | « vorig — Renault-modellen van 1980 tot heden     | « vorig — Renault-modellen van 1980 tot heden     | « vorig — Renault-modellen van 1980 tot heden     | « vorig — Renault-modellen van 1980 tot heden     | « vorig — Renault-modellen van 1980 tot heden     | « vorig — Renault-modellen van 1980 tot heden     | « vorig — Renault-modellen van 1980 tot heden     | « vorig — Renault-modellen van 1980 tot heden     | « vorig — Renault-modellen van 1980 tot heden     | « vorig — Renault-modellen van 1980 tot heden     | « vorig — Renault-modellen van 1980 tot heden     | « vorig — Renault-modellen van 1980 tot heden     | « vorig — Renault-modellen van 1980 tot heden     | « vorig — Renault-modellen van 1980 tot heden     | « vorig — Renault-modellen van 1980 tot heden     | « vorig — Renault-modellen van 1980 tot heden     | « vorig — Renault-modellen van 1980 tot heden     | « vorig — Renault-modellen van 1980 tot heden     | « vorig — Renault-modellen van 1980 tot heden     | « vorig — Renault-modellen van 1980 tot heden     | « vorig — Renault-modellen van 1980 tot heden     | « vorig — Renault-modellen van 1980 tot heden     | « vorig — Renault-modellen van 1980 tot heden     | « vorig — Renault-modellen van 1980 tot heden     | « vorig — Renault-modellen van 1980 tot heden     | « vorig — Renault-modellen van 1980 tot heden     | « vorig — Renault-modellen van 1980 tot heden     | « vorig — Renault-modellen van 1980 tot heden     | « vorig — Renault-modellen van 1980 tot heden     | « vorig — Renault-modellen van 1980 tot heden     | « vorig — Renault-modellen van 1980 tot heden     |
| --------------------------------------------- | --------------------------------------------- | ------------------------------------------------- | ------------------------------------------------- | ------------------------------------------------- | ------------------------------------------------- | ------------------------------------------------- | ------------------------------------------------- | ------------------------------------------------- | ------------------------------------------------- | ------------------------------------------------- | ------------------------------------------------- | ------------------------------------------------- | ------------------------------------------------- | ------------------------------------------------- | ------------------------------------------------- | ------------------------------------------------- | ------------------------------------------------- | ------------------------------------------------- | ------------------------------------------------- | ------------------------------------------------- | ------------------------------------------------- | ------------------------------------------------- | ------------------------------------------------- | ------------------------------------------------- | ------------------------------------------------- | ------------------------------------------------- | ------------------------------------------------- | ------------------------------------------------- | ------------------------------------------------- | ------------------------------------------------- | ------------------------------------------------- | ------------------------------------------------- | ------------------------------------------------- | ------------------------------------------------- | ------------------------------------------------- | ------------------------------------------------- | ------------------------------------------------- | ------------------------------------------------- | ------------------------------------------------- | ------------------------------------------------- | ------------------------------------------------- | ------------------------------------------------- | ------------------------------------------------- | ------------------------------------------------- | ------------------------------------------------- | ------------------------------------------------- |
| Type                                          | 1980                                          | 1980                                              | 1980                                              | 1980                                              | 1980                                              | 1980                                              | 1980                                              | 1980                                              | 1980                                              | 1980                                              | 1990                                              | 1990                                              | 1990                                              | 1990                                              | 1990                                              | 1990                                              | 1990                                              | 1990                                              | 1990                                              | 1990                                              | 2000                                              | 2000                                              | 2000                                              | 2000                                              | 2000                                              | 2000                                              | 2000                                              | 2000                                              | 2000                                              | 2000                                              | 2010                                              | 2010                                              | 2010                                              | 2010                                              | 2010                                              | 2010                                              | 2010                                              | 2010                                              | 2010                                              | 2010                                              | 2020                                              | 2020                                              | 2020                                              | 2020                                              | 2020                                              | 2020                                              |
| Type                                          | 0                                             | 1                                                 | 2                                                 | 3                                                 | 4                                                 | 5                                                 | 6                                                 | 7                                                 | 8                                                 | 9                                                 | 0                                                 | 1                                                 | 2                                                 | 3                                                 | 4                                                 | 5                                                 | 6                                                 | 7                                                 | 8                                                 | 9                                                 | 0                                                 | 1                                                 | 2                                                 | 3                                                 | 4                                                 | 5                                                 | 6                                                 | 7                                                 | 8                                                 | 9                                                 | 0                                                 | 1                                                 | 2                                                 | 3                                                 | 4                                                 | 5                                                 | 6                                                 | 7                                                 | 8                                                 | 9                                                 | 0                                                 | 1                                                 | 2                                                 | 3                                                 | 4                                                 | 5                                                 |
| Miniklasse                                    |                                               |                                                   |                                                   |                                                   |                                                   |                                                   |                                                   |                                                   |                                                   |                                                   |                                                   |                                                   |                                                   |                                                   |                                                   |                                                   |                                                   |                                                   |                                                   |                                                   |                                                   |                                                   |                                                   |                                                   |                                                   |                                                   |                                                   |                                                   |                                                   |                                                   |                                                   |                                                   | Twizy                                             | Twizy                                             | Twizy                                             | Twizy                                             | Twizy                                             | Twizy                                             | Twizy                                             | Twizy                                             | Twizy                                             | Twizy                                             | Twizy                                             | Twizy                                             |                                                   |                                                   |
| Miniklasse                                    | 4                                             | 4                                                 | 4                                                 | 4                                                 | 4                                                 | 4                                                 | 4                                                 | 4                                                 | 4                                                 | 4                                                 | 4                                                 | 4                                                 | 4                                                 | Twingo I                                          | Twingo I                                          | Twingo I                                          | Twingo I                                          | Twingo I                                          | Twingo I                                          | Twingo I                                          | Twingo I                                          | Twingo I                                          | Twingo I                                          | Twingo I                                          | Twingo I                                          | Twingo I                                          | Twingo I                                          | Twingo II                                         | Twingo II                                         | Twingo II                                         | Twingo II                                         | Twingo II                                         | Twingo II                                         | Twingo II                                         | Twingo III                                        | Twingo III                                        | Twingo III                                        | Twingo III                                        | Twingo III                                        | Twingo III                                        | Twingo III                                        | Twingo III                                        | Twingo III                                        | Twingo III                                        | Twingo III                                        | Twingo III                                        |
| Compacte klasse                               | 5 / 7                                         | 5 / 7                                             | 5 / 7                                             | 5 / 7                                             | 5 / 7                                             | Super 5                                           | Super 5                                           | Super 5                                           | Super 5                                           | Super 5                                           | Super 5                                           | Super 5                                           | Super 5                                           | Super 5                                           | Super 5                                           | Super 5                                           | Super 5                                           |                                                   |                                                   |                                                   | Clio Symbol                                       | Clio Symbol                                       | Clio Symbol                                       | Clio Symbol                                       | Clio Symbol                                       | Clio Symbol                                       | Clio Symbol                                       | Clio Symbol                                       | Symbol II                                         | Symbol II                                         | Symbol II                                         | Symbol II                                         | Symbol II                                         | Symbol II                                         | Symbol III                                        | Symbol III                                        | Symbol III                                        | Symbol III                                        | Symbol III                                        | Symbol III                                        | Symbol III                                        | Taliant                                           | Taliant                                           | Taliant                                           | Taliant                                           | Taliant                                           |
| Compacte klasse                               |                                               |                                                   |                                                   |                                                   |                                                   |                                                   |                                                   |                                                   |                                                   |                                                   | Clio I                                            | Clio I                                            | Clio I                                            | Clio I                                            | Clio I                                            | Clio I                                            | Clio I                                            | Clio I                                            | Clio II                                           | Clio II                                           | Clio II                                           | Clio II                                           | Clio II                                           | Clio II                                           | Clio II                                           | Clio III                                          | Clio III                                          | Clio III                                          | Clio III                                          | Clio III                                          | Clio III                                          | Clio III                                          | Clio IV                                           | Clio IV                                           | Clio IV                                           | Clio IV                                           | Clio IV                                           | Clio IV                                           | Clio IV                                           | Clio V                                            | Clio V                                            | Clio V                                            | Clio V                                            | Clio V                                            | Clio V                                            | Clio V                                            |
| Compacte klasse                               |                                               |                                                   |                                                   |                                                   |                                                   |                                                   |                                                   |                                                   |                                                   |                                                   |                                                   |                                                   |                                                   |                                                   |                                                   |                                                   |                                                   |                                                   |                                                   |                                                   |                                                   |                                                   |                                                   |                                                   |                                                   |                                                   |                                                   |                                                   |                                                   |                                                   |                                                   |                                                   | Zoe I                                             | Zoe I                                             | Zoe I                                             | Zoe I                                             | Zoe I                                             | Zoe II                                            | Zoe II                                            | Zoe III                                           | Zoe III                                           | Zoe III                                           | Zoe III                                           | Zoe III                                           | Zoe III                                           |                                                   |
| Compacte klasse                               |                                               |                                                   |                                                   |                                                   |                                                   |                                                   |                                                   |                                                   |                                                   |                                                   |                                                   |                                                   |                                                   |                                                   |                                                   |                                                   |                                                   |                                                   |                                                   |                                                   |                                                   |                                                   |                                                   |                                                   |                                                   |                                                   |                                                   |                                                   |                                                   |                                                   |                                                   |                                                   |                                                   |                                                   |                                                   |                                                   |                                                   |                                                   |                                                   |                                                   |                                                   |                                                   |                                                   | 5 E-Tech                                          |                                                   |                                                   |
| Compacte middenklasse                         | 14                                            | 14                                                | 9 / 11                                            | 9 / 11                                            | 9 / 11                                            | 9 / 11                                            | 9 / 11                                            | 9 / 11                                            | 19                                                | 19                                                | 19                                                | 19                                                | 19                                                | 19                                                | 19                                                | 19                                                | 19                                                | 19                                                | 19                                                | 19                                                | 19                                                |                                                   |                                                   |                                                   |                                                   |                                                   |                                                   |                                                   |                                                   | Fluence                                           | Fluence                                           | Fluence                                           | Fluence                                           | Fluence                                           | Fluence                                           | Fluence                                           | Fluence                                           | Fluence                                           |                                                   |                                                   |                                                   | Mégane E-Tech                                     | Mégane E-Tech                                     | Mégane E-Tech                                     | Mégane E-Tech                                     | Mégane E-Tech                                     |
| Compacte middenklasse                         |                                               |                                                   | Alliance / Encore                                 | Alliance / Encore                                 | Alliance / Encore                                 | Alliance / Encore                                 | Alliance / Encore                                 | Alliance / Encore                                 |                                                   |                                                   |                                                   |                                                   |                                                   |                                                   |                                                   | Mégane I                                          | Mégane I                                          | Mégane I                                          | Mégane I                                          | Mégane I                                          | Mégane I                                          | Mégane I                                          | Mégane I                                          | Mégane II                                         | Mégane II                                         | Mégane II                                         | Mégane II                                         | Mégane II                                         | Mégane II                                         | Mégane III                                        | Mégane III                                        | Mégane III                                        | Mégane III                                        | Mégane III                                        | Mégane III                                        | Mégane III                                        | Mégane IV                                         | Mégane IV                                         | Mégane IV                                         | Mégane IV                                         | Mégane IV                                         | Mégane IV                                         | Mégane IV                                         | Mégane IV                                         | Mégane IV                                         |                                                   |
| Middenklasse                                  | 18                                            | 18                                                | 18                                                | 18                                                | 18                                                | 18                                                | 21 / Medallion                                    | 21 / Medallion                                    | 21 / Medallion                                    | 21 / Medallion                                    | 21 / Medallion                                    | 21 / Medallion                                    | 21 / Medallion                                    | 21 / Medallion                                    | Laguna I                                          | Laguna I                                          | Laguna I                                          | Laguna I                                          | Laguna I                                          | Laguna I                                          | Laguna I                                          | Laguna II                                         | Laguna II                                         | Laguna II                                         | Laguna II                                         | Laguna II                                         | Laguna II                                         | Laguna II                                         | Laguna III                                        | Laguna III                                        | Laguna III                                        | Laguna III                                        | Laguna III                                        | Laguna III                                        | Laguna III                                        | Laguna III                                        | Talisman                                          | Talisman                                          | Talisman                                          | Talisman                                          | Talisman                                          | Talisman                                          | Talisman                                          |                                                   |                                                   |                                                   |
| Hogere middenklasse                           | 20 / 30                                       | 20 / 30                                           | 20 / 30                                           | 20 / 30                                           | 25 / Premier                                      | 25 / Premier                                      | 25 / Premier                                      | 25 / Premier                                      | 25 / Premier                                      | 25 / Premier                                      | 25 / Premier                                      | 25 / Premier                                      | Safrane                                           | Safrane                                           | Safrane                                           | Safrane                                           | Safrane                                           | Safrane                                           | Safrane                                           | Safrane                                           | Safrane                                           | Vel Satis                                         | Vel Satis                                         | Vel Satis                                         | Vel Satis                                         | Vel Satis                                         | Vel Satis                                         | Vel Satis                                         | Vel Satis                                         | Vel Satis                                         | Latitude                                          | Latitude                                          | Latitude                                          | Latitude                                          | Latitude                                          | Latitude                                          |                                                   |                                                   |                                                   |                                                   |                                                   |                                                   |                                                   |                                                   |                                                   |                                                   |
| Coupé                                         | Fuego                                         | Fuego                                             | Fuego                                             | Fuego                                             | Fuego                                             | Fuego                                             | Fuego                                             | Fuego                                             | Fuego                                             | Fuego                                             | Fuego                                             | Fuego                                             | Fuego                                             |                                                   |                                                   |                                                   |                                                   |                                                   |                                                   |                                                   |                                                   |                                                   |                                                   |                                                   |                                                   |                                                   |                                                   |                                                   | Laguna Coupé                                      | Laguna Coupé                                      | Laguna Coupé                                      | Laguna Coupé                                      | Laguna Coupé                                      | Laguna Coupé                                      | Laguna Coupé                                      | Laguna Coupé                                      |                                                   |                                                   |                                                   |                                                   |                                                   |                                                   |                                                   |                                                   |                                                   |                                                   |
| Coupé                                         | Torino                                        |                                                   |                                                   |                                                   |                                                   |                                                   |                                                   |                                                   |                                                   |                                                   |                                                   |                                                   |                                                   |                                                   |                                                   |                                                   |                                                   |                                                   |                                                   |                                                   |                                                   |                                                   |                                                   |                                                   |                                                   |                                                   |                                                   |                                                   |                                                   |                                                   |                                                   |                                                   |                                                   |                                                   |                                                   |                                                   |                                                   |                                                   |                                                   |                                                   |                                                   |                                                   |                                                   |                                                   |                                                   |                                                   |
| Roadster                                      |                                               |                                                   |                                                   |                                                   |                                                   |                                                   |                                                   |                                                   |                                                   |                                                   |                                                   |                                                   |                                                   |                                                   |                                                   | Spider                                            | Spider                                            | Spider                                            |                                                   |                                                   |                                                   |                                                   |                                                   |                                                   |                                                   |                                                   |                                                   |                                                   |                                                   |                                                   | Wind                                              | Wind                                              | Wind                                              |                                                   |                                                   |                                                   |                                                   |                                                   |                                                   |                                                   |                                                   |                                                   |                                                   |                                                   |                                                   |                                                   |
| Sportwagen                                    | Alpine A310                                   | Alpine A310                                       | Alpine A310                                       | Alpine A310                                       | Alpine A310                                       | Alpine GTA                                        | Alpine GTA                                        | Alpine GTA                                        | Alpine GTA                                        | Alpine GTA                                        | Alpine A610                                       | Alpine A610                                       | Alpine A610                                       | Alpine A610                                       | Alpine A610                                       |                                                   |                                                   |                                                   |                                                   |                                                   |                                                   |                                                   |                                                   |                                                   |                                                   |                                                   |                                                   |                                                   |                                                   |                                                   |                                                   |                                                   |                                                   |                                                   |                                                   |                                                   |                                                   | Alpine A110                                       | Alpine A110                                       | Alpine A110                                       | Alpine A110                                       | Alpine A110                                       | Alpine A110                                       | Alpine A110                                       | Alpine A110                                       | Alpine A110                                       |
| Compacte CUV                                  |                                               |                                                   |                                                   |                                                   |                                                   |                                                   |                                                   |                                                   |                                                   |                                                   |                                                   |                                                   |                                                   |                                                   |                                                   |                                                   |                                                   |                                                   |                                                   |                                                   |                                                   |                                                   |                                                   |                                                   |                                                   |                                                   |                                                   |                                                   |                                                   |                                                   |                                                   |                                                   |                                                   |                                                   |                                                   |                                                   |                                                   |                                                   |                                                   |                                                   |                                                   | Arkana                                            | Arkana                                            | Arkana                                            | Arkana                                            | Arkana                                            |
| Middelgrote CUV                               |                                               |                                                   |                                                   |                                                   |                                                   |                                                   |                                                   |                                                   |                                                   |                                                   |                                                   |                                                   |                                                   |                                                   |                                                   |                                                   |                                                   |                                                   |                                                   |                                                   |                                                   |                                                   |                                                   |                                                   |                                                   |                                                   |                                                   |                                                   |                                                   |                                                   |                                                   |                                                   |                                                   |                                                   |                                                   |                                                   |                                                   |                                                   |                                                   |                                                   |                                                   |                                                   |                                                   |                                                   | Rafale                                            | Rafale                                            |
| Mini SUV                                      | Rodeo 4 / 6                                   | Rodeo                                             | Rodeo                                             | Rodeo                                             | Rodeo                                             | Rodeo                                             | Rodeo                                             | Rodeo                                             |                                                   |                                                   |                                                   |                                                   |                                                   |                                                   |                                                   |                                                   |                                                   |                                                   |                                                   |                                                   |                                                   |                                                   |                                                   |                                                   |                                                   |                                                   |                                                   |                                                   |                                                   |                                                   |                                                   |                                                   |                                                   | Captur I                                          | Captur I                                          | Captur I                                          | Captur I                                          | Captur I                                          | Captur I                                          | Captur II                                         | Captur II                                         | Captur II                                         | Captur II                                         | Captur II                                         | Captur II                                         | Captur II                                         |
| Mini SUV                                      |                                               |                                                   |                                                   |                                                   |                                                   |                                                   |                                                   |                                                   |                                                   |                                                   |                                                   |                                                   |                                                   |                                                   |                                                   |                                                   |                                                   |                                                   |                                                   |                                                   |                                                   |                                                   |                                                   |                                                   |                                                   |                                                   |                                                   |                                                   |                                                   |                                                   |                                                   |                                                   |                                                   |                                                   |                                                   |                                                   |                                                   |                                                   |                                                   |                                                   |                                                   |                                                   |                                                   |                                                   | 4 E-Tech                                          |                                                   |
| Compacte SUV                                  |                                               |                                                   |                                                   |                                                   |                                                   |                                                   |                                                   |                                                   |                                                   |                                                   |                                                   |                                                   |                                                   |                                                   |                                                   |                                                   |                                                   |                                                   |                                                   |                                                   |                                                   |                                                   |                                                   |                                                   |                                                   |                                                   |                                                   |                                                   |                                                   |                                                   |                                                   |                                                   |                                                   |                                                   |                                                   |                                                   |                                                   |                                                   |                                                   |                                                   |                                                   |                                                   |                                                   |                                                   | Scénic E-Tech                                     | Scénic E-Tech                                     |
| Compacte SUV                                  |                                               |                                                   |                                                   |                                                   |                                                   |                                                   |                                                   |                                                   |                                                   |                                                   |                                                   |                                                   |                                                   |                                                   |                                                   |                                                   |                                                   |                                                   |                                                   |                                                   |                                                   |                                                   |                                                   |                                                   |                                                   |                                                   |                                                   |                                                   |                                                   |                                                   |                                                   |                                                   |                                                   |                                                   |                                                   | Kadjar                                            | Kadjar                                            | Kadjar                                            | Kadjar                                            | Kadjar                                            | Kadjar                                            | Kadjar                                            | Austral                                           | Austral                                           | Austral                                           | Austral                                           |
| Compacte SUV                                  |                                               |                                                   |                                                   |                                                   |                                                   |                                                   |                                                   |                                                   |                                                   |                                                   |                                                   |                                                   |                                                   |                                                   |                                                   |                                                   |                                                   |                                                   |                                                   |                                                   |                                                   |                                                   |                                                   |                                                   |                                                   |                                                   |                                                   | Koleos I                                          | Koleos I                                          | Koleos I                                          | Koleos I                                          | Koleos I                                          | Koleos I                                          | Koleos I                                          | Koleos I                                          | Koleos I                                          | Koleos II                                         | Koleos II                                         | Koleos II                                         | Koleos II                                         | Koleos II                                         | Koleos II                                         | Koleos II                                         | Espace VI                                         | Espace VI                                         | Espace VI                                         |
| Mini MPV                                      |                                               |                                                   |                                                   |                                                   |                                                   |                                                   |                                                   |                                                   |                                                   |                                                   |                                                   |                                                   |                                                   |                                                   |                                                   |                                                   |                                                   |                                                   |                                                   |                                                   |                                                   |                                                   |                                                   |                                                   | Modus                                             | Modus                                             | Modus                                             | Modus                                             | Modus                                             | Modus                                             | Modus                                             | Modus                                             | Modus                                             |                                                   |                                                   |                                                   |                                                   |                                                   |                                                   |                                                   |                                                   |                                                   |                                                   |                                                   |                                                   |                                                   |
| Compacte MPV                                  |                                               |                                                   |                                                   |                                                   |                                                   |                                                   |                                                   |                                                   |                                                   |                                                   |                                                   |                                                   |                                                   |                                                   |                                                   |                                                   | Mégane Scénic I                                   | Mégane Scénic I                                   | Mégane Scénic I                                   | Mégane Scénic I                                   | Mégane Scénic I                                   | Mégane Scénic I                                   | Mégane Scénic I                                   | Scénic II                                         | Scénic II                                         | Scénic II                                         | Scénic II                                         | Scénic II                                         | Scénic III                                        | Scénic III                                        | Scénic III                                        | Scénic III                                        | Scénic III                                        | Scénic III                                        | Scénic III                                        | Scénic IV                                         | Scénic IV                                         | Scénic IV                                         | Scénic IV                                         | Scénic IV                                         | Scénic IV                                         | Scénic IV                                         | Scénic IV                                         | Scénic IV                                         |                                                   |                                                   |
| MPV                                           |                                               |                                                   |                                                   |                                                   | Espace I                                          | Espace I                                          | Espace I                                          | Espace I                                          | Espace I                                          | Espace I                                          | Espace I                                          | Espace II                                         | Espace II                                         | Espace II                                         | Espace II                                         | Espace II                                         | Espace II                                         | Espace III                                        | Espace III                                        | Espace III                                        | Espace III                                        | Espace III                                        | Espace IV                                         | Espace IV                                         | Espace IV                                         | Espace IV                                         | Espace IV                                         | Espace IV                                         | Espace IV                                         | Espace IV                                         | Espace IV                                         | Espace IV                                         | Espace IV                                         | Espace IV                                         | Espace IV                                         | Espace V                                          | Espace V                                          | Espace V                                          | Espace V                                          | Espace V                                          | Espace V                                          | Espace V                                          | Espace V                                          |                                                   |                                                   |                                                   |
| MPV                                           |                                               |                                                   |                                                   |                                                   |                                                   |                                                   |                                                   |                                                   |                                                   |                                                   |                                                   |                                                   |                                                   |                                                   |                                                   |                                                   |                                                   |                                                   |                                                   |                                                   | Avantime                                          |                                                   |                                                   |                                                   |                                                   |                                                   |                                                   |                                                   |                                                   |                                                   |                                                   |                                                   |                                                   |                                                   |                                                   |                                                   |                                                   |                                                   |                                                   |                                                   |                                                   |                                                   |                                                   |                                                   |                                                   |                                                   |
| Ludospace                                     |                                               |                                                   |                                                   |                                                   |                                                   |                                                   |                                                   |                                                   |                                                   |                                                   |                                                   |                                                   |                                                   |                                                   |                                                   |                                                   |                                                   | Kangoo I                                          | Kangoo I                                          | Kangoo I                                          | Kangoo I                                          | Kangoo I                                          | Kangoo I                                          | Kangoo I                                          | Kangoo I                                          | Kangoo I                                          | Kangoo I                                          | Kangoo I                                          | Kangoo II                                         | Kangoo II                                         | Kangoo II                                         | Kangoo II                                         | Kangoo II                                         | Kangoo II                                         | Kangoo II                                         | Kangoo II                                         | Kangoo II                                         | Kangoo II                                         | Kangoo II                                         | Kangoo II                                         | Kangoo II                                         | Kangoo III                                        | Kangoo III                                        | Kangoo III                                        | Kangoo III                                        | Kangoo III                                        |
| Bestelwagen                                   | Fourgonnette                                  | Fourgonnette                                      | Fourgonnette                                      | Fourgonnette                                      | Fourgonnette                                      | Fourgonnette                                      | Express                                           | Express                                           | Express                                           | Express                                           | Express                                           | Express                                           | Express                                           | Express                                           | Express                                           | Express                                           | Express                                           | Express                                           | Express                                           |                                                   |                                                   |                                                   |                                                   |                                                   |                                                   |                                                   |                                                   |                                                   |                                                   |                                                   |                                                   |                                                   |                                                   |                                                   |                                                   |                                                   |                                                   |                                                   |                                                   |                                                   |                                                   |                                                   |                                                   |                                                   |                                                   |                                                   |
| Bestelwagen                                   | Estafette                                     | Trafic I                                          | Trafic I                                          | Trafic I                                          | Trafic I                                          | Trafic I                                          | Trafic I                                          | Trafic I                                          | Trafic I                                          | Trafic I                                          | Trafic I                                          | Trafic I                                          | Trafic I                                          | Trafic I                                          | Trafic I                                          | Trafic I                                          | Trafic I                                          | Trafic I                                          | Trafic I                                          | Trafic I                                          | Trafic II                                         | Trafic II                                         | Trafic II                                         | Trafic II                                         | Trafic II                                         | Trafic II                                         | Trafic II                                         | Trafic II                                         | Trafic II                                         | Trafic II                                         | Trafic II                                         | Trafic II                                         | Trafic II                                         | Trafic II                                         | Trafic III                                        | Trafic III                                        | Trafic III                                        | Trafic III                                        | Trafic III                                        | Trafic III                                        | Trafic III                                        | Trafic III                                        | Trafic III                                        | Trafic III                                        | Trafic III                                        | Trafic III                                        |
| Bestelwagen                                   | Master I                                      | Master I                                          | Master I                                          | Master I                                          | Master I                                          | Master I                                          | Master I                                          | Master I                                          | Master I                                          | Master I                                          | Master I                                          | Master I                                          | Master I                                          | Master I                                          | Master I                                          | Master I                                          | Master I                                          | Master I                                          | Master II                                         | Master II                                         | Master II                                         | Master II                                         | Master II                                         | Master II                                         | Master II                                         | Master II                                         | Master II                                         | Master II                                         | Master II                                         | Master II                                         | Master III                                        | Master III                                        | Master III                                        | Master III                                        | Master III                                        | Master III                                        | Master III                                        | Master III                                        | Master III                                        | Master III                                        | Master III                                        | Master III                                        | Master III                                        | Master III                                        | Master IV                                         | Master IV                                         |
| Bestelwagen                                   | Super Goélette                                | Super Goélette                                    | Super Goélette                                    | Gamme B / Messenger                               | Gamme B / Messenger                               | Gamme B / Messenger                               | Gamme B / Messenger                               | Gamme B / Messenger                               | Gamme B / Messenger                               | Gamme B / Messenger                               | Gamme B / Messenger                               | Gamme B / Messenger                               | Gamme B / Messenger                               | Gamme B / Messenger                               | Gamme B / Messenger                               | Gamme B / Messenger                               | Gamme B / Messenger                               | Gamme B / Messenger                               | Gamme B / Messenger                               | Mascott                                           | Mascott                                           | Mascott                                           | Mascott                                           | Mascott                                           | Mascott                                           | Mascott                                           | Mascott                                           | Mascott                                           | Mascott                                           | Mascott                                           | Master III                                        | Master III                                        | Master III                                        | Master III                                        | Master III                                        | Master III                                        | Master III                                        | Master III                                        | Master III                                        | Master III                                        | Master III                                        | Master III                                        | Master III                                        | Master III                                        | Master IV                                         | Master IV                                         |
| Pick-up                                       |                                               |                                                   |                                                   |                                                   |                                                   |                                                   |                                                   |                                                   |                                                   |                                                   |                                                   |                                                   |                                                   |                                                   |                                                   |                                                   |                                                   |                                                   |                                                   |                                                   |                                                   |                                                   |                                                   |                                                   |                                                   |                                                   |                                                   |                                                   |                                                   |                                                   |                                                   |                                                   |                                                   |                                                   |                                                   |                                                   |                                                   | Alaskan                                           | Alaskan                                           | Alaskan                                           | Alaskan                                           | Alaskan                                           | Alaskan                                           | Alaskan                                           | Alaskan                                           | Alaskan                                           |
| Legende                                       |                                               | ontwikkeld door IKA/AMC voor de Argentijnse markt | ontwikkeld door IKA/AMC voor de Argentijnse markt | ontwikkeld door IKA/AMC voor de Argentijnse markt | ontwikkeld door IKA/AMC voor de Argentijnse markt | ontwikkeld door IKA/AMC voor de Argentijnse markt | ontwikkeld door IKA/AMC voor de Argentijnse markt | ontwikkeld door IKA/AMC voor de Argentijnse markt | ontwikkeld door IKA/AMC voor de Argentijnse markt | ontwikkeld door IKA/AMC voor de Argentijnse markt | ontwikkeld door IKA/AMC voor de Argentijnse markt | ontwikkeld door IKA/AMC voor de Argentijnse markt | ontwikkeld door IKA/AMC voor de Argentijnse markt | ontwikkeld door IKA/AMC voor de Argentijnse markt | ontwikkeld door IKA/AMC voor de Argentijnse markt | ontwikkeld door IKA/AMC voor de Argentijnse markt | ontwikkeld door IKA/AMC voor de Argentijnse markt | ontwikkeld door IKA/AMC voor de Argentijnse markt | ontwikkeld door IKA/AMC voor de Argentijnse markt | ontwikkeld door IKA/AMC voor de Argentijnse markt | ontwikkeld door IKA/AMC voor de Argentijnse markt | ontwikkeld door IKA/AMC voor de Argentijnse markt | ontwikkeld door IKA/AMC voor de Argentijnse markt | ontwikkeld door IKA/AMC voor de Argentijnse markt | ontwikkeld door IKA/AMC voor de Argentijnse markt | ontwikkeld door IKA/AMC voor de Argentijnse markt | ontwikkeld door IKA/AMC voor de Argentijnse markt | ontwikkeld door IKA/AMC voor de Argentijnse markt | ontwikkeld door IKA/AMC voor de Argentijnse markt | ontwikkeld door IKA/AMC voor de Argentijnse markt | ontwikkeld door IKA/AMC voor de Argentijnse markt | ontwikkeld door IKA/AMC voor de Argentijnse markt | ontwikkeld door IKA/AMC voor de Argentijnse markt | ontwikkeld door IKA/AMC voor de Argentijnse markt | ontwikkeld door IKA/AMC voor de Argentijnse markt | ontwikkeld door IKA/AMC voor de Argentijnse markt | ontwikkeld door IKA/AMC voor de Argentijnse markt | ontwikkeld door IKA/AMC voor de Argentijnse markt | ontwikkeld door IKA/AMC voor de Argentijnse markt | ontwikkeld door IKA/AMC voor de Argentijnse markt | ontwikkeld door IKA/AMC voor de Argentijnse markt | ontwikkeld door IKA/AMC voor de Argentijnse markt | ontwikkeld door IKA/AMC voor de Argentijnse markt | ontwikkeld door IKA/AMC voor de Argentijnse markt | ontwikkeld door IKA/AMC voor de Argentijnse markt | ontwikkeld door IKA/AMC voor de Argentijnse markt |

| Renault-modellen van 1945 tot 1980 — volgend » | Renault-modellen van 1945 tot 1980 — volgend » | Renault-modellen van 1945 tot 1980 — volgend »    | Renault-modellen van 1945 tot 1980 — volgend »    | Renault-modellen van 1945 tot 1980 — volgend »    | Renault-modellen van 1945 tot 1980 — volgend »    | Renault-modellen van 1945 tot 1980 — volgend »    | Renault-modellen van 1945 tot 1980 — volgend »    | Renault-modellen van 1945 tot 1980 — volgend »    | Renault-modellen van 1945 tot 1980 — volgend »    | Renault-modellen van 1945 tot 1980 — volgend »    | Renault-modellen van 1945 tot 1980 — volgend »    | Renault-modellen van 1945 tot 1980 — volgend »    | Renault-modellen van 1945 tot 1980 — volgend »    | Renault-modellen van 1945 tot 1980 — volgend »    | Renault-modellen van 1945 tot 1980 — volgend »    | Renault-modellen van 1945 tot 1980 — volgend »    | Renault-modellen van 1945 tot 1980 — volgend »    | Renault-modellen van 1945 tot 1980 — volgend »    | Renault-modellen van 1945 tot 1980 — volgend »    | Renault-modellen van 1945 tot 1980 — volgend »    | Renault-modellen van 1945 tot 1980 — volgend »    | Renault-modellen van 1945 tot 1980 — volgend »    | Renault-modellen van 1945 tot 1980 — volgend »    | Renault-modellen van 1945 tot 1980 — volgend »    | Renault-modellen van 1945 tot 1980 — volgend »    | Renault-modellen van 1945 tot 1980 — volgend »    | Renault-modellen van 1945 tot 1980 — volgend »    | Renault-modellen van 1945 tot 1980 — volgend »    | Renault-modellen van 1945 tot 1980 — volgend »    | Renault-modellen van 1945 tot 1980 — volgend »    | Renault-modellen van 1945 tot 1980 — volgend »    | Renault-modellen van 1945 tot 1980 — volgend »    | Renault-modellen van 1945 tot 1980 — volgend »    | Renault-modellen van 1945 tot 1980 — volgend »    | Renault-modellen van 1945 tot 1980 — volgend »    | Renault-modellen van 1945 tot 1980 — volgend »    |                                                   |
| ---------------------------------------------- | ---------------------------------------------- | ------------------------------------------------- | ------------------------------------------------- | ------------------------------------------------- | ------------------------------------------------- | ------------------------------------------------- | ------------------------------------------------- | ------------------------------------------------- | ------------------------------------------------- | ------------------------------------------------- | ------------------------------------------------- | ------------------------------------------------- | ------------------------------------------------- | ------------------------------------------------- | ------------------------------------------------- | ------------------------------------------------- | ------------------------------------------------- | ------------------------------------------------- | ------------------------------------------------- | ------------------------------------------------- | ------------------------------------------------- | ------------------------------------------------- | ------------------------------------------------- | ------------------------------------------------- | ------------------------------------------------- | ------------------------------------------------- | ------------------------------------------------- | ------------------------------------------------- | ------------------------------------------------- | ------------------------------------------------- | ------------------------------------------------- | ------------------------------------------------- | ------------------------------------------------- | ------------------------------------------------- | ------------------------------------------------- | ------------------------------------------------- | ------------------------------------------------- |
| Type                                           | 1940                                           | 1940                                              | 1940                                              | 1940                                              | 1940                                              | 1950                                              | 1950                                              | 1950                                              | 1950                                              | 1950                                              | 1950                                              | 1950                                              | 1950                                              | 1950                                              | 1950                                              | 1960                                              | 1960                                              | 1960                                              | 1960                                              | 1960                                              | 1960                                              | 1960                                              | 1960                                              | 1960                                              | 1960                                              | 1970                                              | 1970                                              | 1970                                              | 1970                                              | 1970                                              | 1970                                              | 1970                                              | 1970                                              | 1970                                              | 1970                                              |                                                   |                                                   |
| Type                                           | 5                                              | 6                                                 | 7                                                 | 8                                                 | 9                                                 | 0                                                 | 1                                                 | 2                                                 | 3                                                 | 4                                                 | 5                                                 | 6                                                 | 7                                                 | 8                                                 | 9                                                 | 0                                                 | 1                                                 | 2                                                 | 3                                                 | 4                                                 | 5                                                 | 6                                                 | 7                                                 | 8                                                 | 9                                                 | 0                                                 | 1                                                 | 2                                                 | 3                                                 | 4                                                 | 5                                                 | 6                                                 | 7                                                 | 8                                                 | 9                                                 |                                                   |                                                   |
| Miniklasse                                     |                                                |                                                   |                                                   |                                                   |                                                   |                                                   |                                                   |                                                   |                                                   |                                                   |                                                   |                                                   |                                                   |                                                   |                                                   |                                                   | 3 / 4                                             | 3 / 4                                             | 4                                                 | 4                                                 | 4                                                 | 4                                                 | 4                                                 | 4                                                 | 4                                                 | 4                                                 | 4                                                 | 4                                                 | 4                                                 | 4                                                 | 4                                                 | 4                                                 | 4                                                 | 4                                                 | 4                                                 |                                                   |                                                   |
| Compacte klasse                                |                                                |                                                   | 4CV                                               | 4CV                                               | 4CV                                               | 4CV                                               | 4CV                                               | 4CV                                               | 4CV                                               | 4CV                                               | 4CV                                               | 4CV                                               | 4CV                                               | 4CV                                               | 4CV                                               | 4CV                                               | 4CV                                               |                                                   |                                                   |                                                   |                                                   |                                                   |                                                   |                                                   |                                                   |                                                   |                                                   | 5 / 7                                             | 5 / 7                                             | 5 / 7                                             | 5 / 7                                             | 5 / 7                                             | 5 / 7                                             | 5 / 7                                             | 5 / 7                                             |                                                   |                                                   |
| Compacte middenklasse                          | Juvaquatre                                     | Juvaquatre                                        | Juvaquatre                                        | Juvaquatre                                        | Juvaquatre                                        | Juvaquatre                                        | Juvaquatre                                        | Juvaquatre                                        | Juvaquatre                                        |                                                   |                                                   | Dauphine                                          | Dauphine                                          | Dauphine                                          | Dauphine                                          | Dauphine                                          | Dauphine                                          | Dauphine                                          | Dauphine                                          | Dauphine                                          | Dauphine                                          | Dauphine                                          | Dauphine                                          | 6                                                 | 6                                                 | 6                                                 | 6                                                 | 6                                                 | 6                                                 | 6                                                 | 6                                                 | 6                                                 | 6                                                 | 6                                                 | 6                                                 |                                                   |                                                   |
| Compacte middenklasse                          |                                                |                                                   |                                                   |                                                   |                                                   |                                                   |                                                   |                                                   |                                                   |                                                   |                                                   |                                                   |                                                   |                                                   |                                                   |                                                   |                                                   | 8 / 10                                            | 8 / 10                                            | 8 / 10                                            | 8 / 10                                            | 8 / 10                                            | 8 / 10                                            | 8 / 10                                            | 8 / 10                                            | 8 / 10                                            | 8 / 10                                            | 8 / 10                                            | 8 / 10                                            | 8 / 10                                            | 8 / 10                                            | 14                                                | 14                                                | 14                                                | 14                                                |                                                   |                                                   |
| Middenklasse                                   |                                                |                                                   |                                                   |                                                   |                                                   | Colorale                                          | Colorale                                          | Colorale                                          | Colorale                                          | Colorale                                          | Colorale                                          | Colorale                                          | Colorale                                          |                                                   |                                                   |                                                   |                                                   |                                                   |                                                   |                                                   |                                                   |                                                   |                                                   | 12                                                | 12                                                | 12                                                | 12                                                | 12                                                | 12                                                | 12                                                | 12                                                | 12                                                | 12                                                | 18                                                | 18                                                |                                                   |                                                   |
| Hogere middenklasse                            |                                                |                                                   |                                                   |                                                   |                                                   |                                                   | Frégate                                           | Frégate                                           | Frégate                                           | Frégate                                           | Frégate                                           | Frégate                                           | Frégate                                           | Frégate                                           | Frégate                                           | Frégate                                           |                                                   |                                                   |                                                   |                                                   | 16                                                | 16                                                | 16                                                | 16                                                | 16                                                | 16                                                | 16                                                | 16                                                | 16                                                | 16                                                | 16                                                | 16                                                | 16                                                | 16                                                | 16                                                |                                                   |                                                   |
| Hogere middenklasse                            |                                                |                                                   |                                                   |                                                   |                                                   |                                                   |                                                   |                                                   |                                                   |                                                   |                                                   |                                                   |                                                   |                                                   |                                                   |                                                   |                                                   |                                                   |                                                   |                                                   |                                                   |                                                   |                                                   |                                                   |                                                   |                                                   |                                                   |                                                   |                                                   | 20 / 30                                           |                                                   |                                                   |                                                   |                                                   |                                                   |                                                   |                                                   |
| Coupé                                          |                                                |                                                   |                                                   |                                                   |                                                   |                                                   |                                                   |                                                   |                                                   |                                                   |                                                   |                                                   |                                                   |                                                   |                                                   |                                                   |                                                   |                                                   |                                                   |                                                   |                                                   |                                                   |                                                   |                                                   |                                                   |                                                   | 15 / 17                                           | 15 / 17                                           | 15 / 17                                           | 15 / 17                                           | 15 / 17                                           | 15 / 17                                           | 15 / 17                                           | 15 / 17                                           | 15 / 17                                           |                                                   |                                                   |
| Coupé                                          |                                                |                                                   |                                                   |                                                   |                                                   |                                                   |                                                   |                                                   |                                                   |                                                   |                                                   |                                                   |                                                   |                                                   |                                                   |                                                   |                                                   |                                                   |                                                   |                                                   | Torino                                            |                                                   |                                                   |                                                   |                                                   |                                                   |                                                   |                                                   |                                                   |                                                   |                                                   |                                                   |                                                   |                                                   |                                                   |                                                   |                                                   |
| Roadster                                       |                                                |                                                   |                                                   |                                                   |                                                   |                                                   |                                                   |                                                   |                                                   |                                                   |                                                   |                                                   |                                                   | Caravelle / Floride                               | Caravelle / Floride                               | Caravelle / Floride                               | Caravelle / Floride                               | Caravelle / Floride                               | Caravelle / Floride                               | Caravelle / Floride                               | Caravelle / Floride                               | Caravelle / Floride                               | Caravelle / Floride                               | Caravelle / Floride                               |                                                   |                                                   |                                                   |                                                   |                                                   |                                                   |                                                   |                                                   |                                                   |                                                   |                                                   |                                                   |                                                   |
| Sportwagen                                     |                                                |                                                   |                                                   |                                                   |                                                   |                                                   |                                                   |                                                   |                                                   |                                                   |                                                   |                                                   |                                                   |                                                   |                                                   |                                                   |                                                   | Alpine A110                                       | Alpine A110                                       | Alpine A110                                       | Alpine A110                                       | Alpine A110                                       | Alpine A110                                       | Alpine A110                                       | Alpine A110                                       | Alpine A110                                       | Alpine A110                                       | Alpine A110                                       | Alpine A110                                       | Alpine A110                                       | Alpine A110                                       | Alpine A110                                       | Alpine A110                                       |                                                   |                                                   |                                                   |                                                   |
| Sportwagen                                     |                                                |                                                   |                                                   |                                                   |                                                   |                                                   |                                                   |                                                   |                                                   |                                                   |                                                   |                                                   |                                                   |                                                   |                                                   |                                                   |                                                   |                                                   |                                                   |                                                   |                                                   |                                                   |                                                   |                                                   |                                                   | Alpine A310                                       |                                                   |                                                   |                                                   |                                                   |                                                   |                                                   |                                                   |                                                   |                                                   |                                                   |                                                   |
| Mini SUV                                       |                                                |                                                   |                                                   |                                                   |                                                   |                                                   |                                                   |                                                   |                                                   |                                                   |                                                   |                                                   |                                                   |                                                   |                                                   |                                                   |                                                   |                                                   |                                                   |                                                   |                                                   |                                                   |                                                   |                                                   |                                                   | Rodeo 4 / 6                                       | Rodeo 4 / 6                                       | Rodeo 4 / 6                                       | Rodeo 4 / 6                                       | Rodeo 4 / 6                                       | Rodeo 4 / 6                                       | Rodeo 4 / 6                                       | Rodeo 4 / 6                                       | Rodeo 4 / 6                                       | Rodeo 4 / 6                                       |                                                   |                                                   |
| Bestelwagen                                    |                                                |                                                   |                                                   |                                                   |                                                   |                                                   |                                                   |                                                   |                                                   |                                                   |                                                   |                                                   |                                                   |                                                   |                                                   |                                                   |                                                   |                                                   | Fourgonnette                                      | Fourgonnette                                      | Fourgonnette                                      | Fourgonnette                                      | Fourgonnette                                      | Fourgonnette                                      | Fourgonnette                                      | Fourgonnette                                      | Fourgonnette                                      | Fourgonnette                                      | Fourgonnette                                      | Fourgonnette                                      | Fourgonnette                                      | Fourgonnette                                      | Fourgonnette                                      | Fourgonnette                                      | Fourgonnette                                      |                                                   |                                                   |
| Bestelwagen                                    |                                                |                                                   |                                                   |                                                   |                                                   |                                                   |                                                   |                                                   |                                                   |                                                   |                                                   |                                                   |                                                   | Estafette                                         |                                                   |                                                   |                                                   |                                                   |                                                   |                                                   |                                                   |                                                   |                                                   |                                                   |                                                   |                                                   |                                                   |                                                   |                                                   |                                                   |                                                   |                                                   |                                                   |                                                   |                                                   |                                                   |                                                   |
| Bestelwagen                                    |                                                |                                                   | Goélette                                          | Goélette                                          | Goélette                                          | Goélette                                          | Goélette                                          | Goélette                                          | Goélette                                          | Goélette                                          | Goélette                                          | Goélette                                          | Goélette                                          | Goélette                                          | Goélette                                          | Goélette                                          | Goélette                                          | Goélette                                          | Goélette                                          | Goélette                                          | Goélette                                          | Super Goélette                                    | Super Goélette                                    | Super Goélette                                    | Super Goélette                                    | Super Goélette                                    | Super Goélette                                    | Super Goélette                                    | Super Goélette                                    | Super Goélette                                    | Super Goélette                                    | Super Goélette                                    | Super Goélette                                    | Super Goélette                                    | Super Goélette                                    |                                                   |                                                   |
| Bestelwagen                                    |                                                |                                                   |                                                   |                                                   |                                                   |                                                   |                                                   |                                                   |                                                   |                                                   |                                                   |                                                   |                                                   | Galion                                            |                                                   |                                                   |                                                   |                                                   |                                                   |                                                   |                                                   | Super Goélette                                    | Super Goélette                                    | Super Goélette                                    | Super Goélette                                    | Super Goélette                                    | Super Goélette                                    | Super Goélette                                    | Super Goélette                                    | Super Goélette                                    | Super Goélette                                    | Super Goélette                                    | Super Goélette                                    | Super Goélette                                    | Super Goélette                                    |                                                   |                                                   |
| Legende                                        |                                                | ontwikkeld door IKA/AMC voor de Argentijnse markt | ontwikkeld door IKA/AMC voor de Argentijnse markt | ontwikkeld door IKA/AMC voor de Argentijnse markt | ontwikkeld door IKA/AMC voor de Argentijnse markt | ontwikkeld door IKA/AMC voor de Argentijnse markt | ontwikkeld door IKA/AMC voor de Argentijnse markt | ontwikkeld door IKA/AMC voor de Argentijnse markt | ontwikkeld door IKA/AMC voor de Argentijnse markt | ontwikkeld door IKA/AMC voor de Argentijnse markt | ontwikkeld door IKA/AMC voor de Argentijnse markt | ontwikkeld door IKA/AMC voor de Argentijnse markt | ontwikkeld door IKA/AMC voor de Argentijnse markt | ontwikkeld door IKA/AMC voor de Argentijnse markt | ontwikkeld door IKA/AMC voor de Argentijnse markt | ontwikkeld door IKA/AMC voor de Argentijnse markt | ontwikkeld door IKA/AMC voor de Argentijnse markt | ontwikkeld door IKA/AMC voor de Argentijnse markt | ontwikkeld door IKA/AMC voor de Argentijnse markt | ontwikkeld door IKA/AMC voor de Argentijnse markt | ontwikkeld door IKA/AMC voor de Argentijnse markt | ontwikkeld door IKA/AMC voor de Argentijnse markt | ontwikkeld door IKA/AMC voor de Argentijnse markt | ontwikkeld door IKA/AMC voor de Argentijnse markt | ontwikkeld door IKA/AMC voor de Argentijnse markt | ontwikkeld door IKA/AMC voor de Argentijnse markt | ontwikkeld door IKA/AMC voor de Argentijnse markt | ontwikkeld door IKA/AMC voor de Argentijnse markt | ontwikkeld door IKA/AMC voor de Argentijnse markt | ontwikkeld door IKA/AMC voor de Argentijnse markt | ontwikkeld door IKA/AMC voor de Argentijnse markt | ontwikkeld door IKA/AMC voor de Argentijnse markt | ontwikkeld door IKA/AMC voor de Argentijnse markt | ontwikkeld door IKA/AMC voor de Argentijnse markt | ontwikkeld door IKA/AMC voor de Argentijnse markt | ontwikkeld door IKA/AMC voor de Argentijnse markt | ontwikkeld door IKA/AMC voor de Argentijnse markt |